# Магнитофон

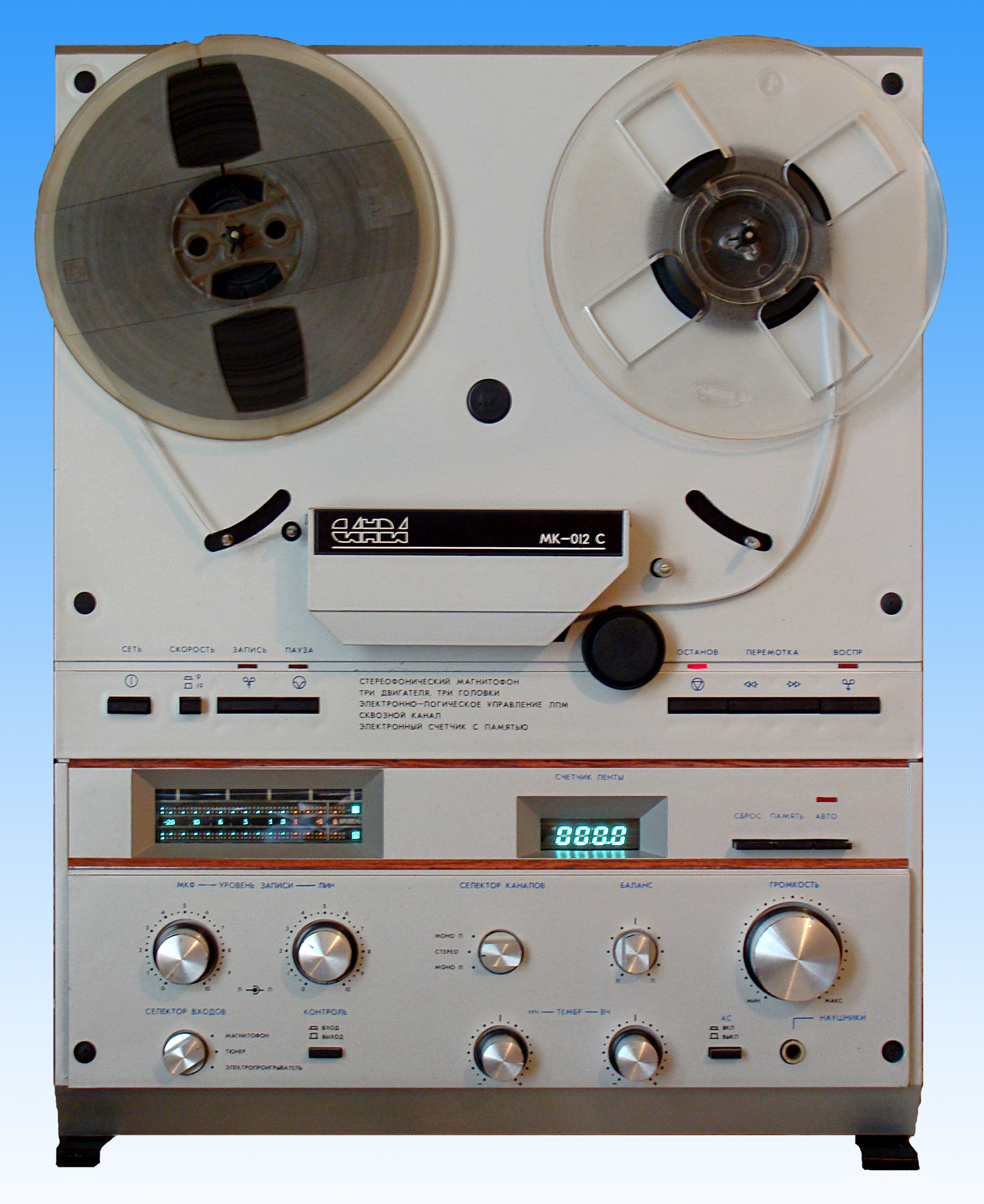
Советский катушечный магнитофон высшего класса «Санда МК-012 Стерео»

Магнитофон (от магнит и греч. φωνή звук) — электромеханическое устройство, предназначенное для записи звуковой информации на магнитные носители и/или её воспроизведения. В качестве носителя используются материалы с магнитными свойствами: магнитная лента, проволока, магнитные манжеты, диски, барабаны и т. д.
Разделяют магнитофоны для записи звука (собственно магнитофоны в строгом значении слова, именно о них и пойдёт речь ниже) и для записи видеосигнала (видеомагнитофоны). Магнитофон для технической записи речи называется диктофоном. Магнитофонами в обиходе нередко называют также разнообразные устройства для магнитной записи цифровой и аналоговой информации незвукового характера (регистраторы параметров технических устройств, накопители вычислительных машин).

## Классификация

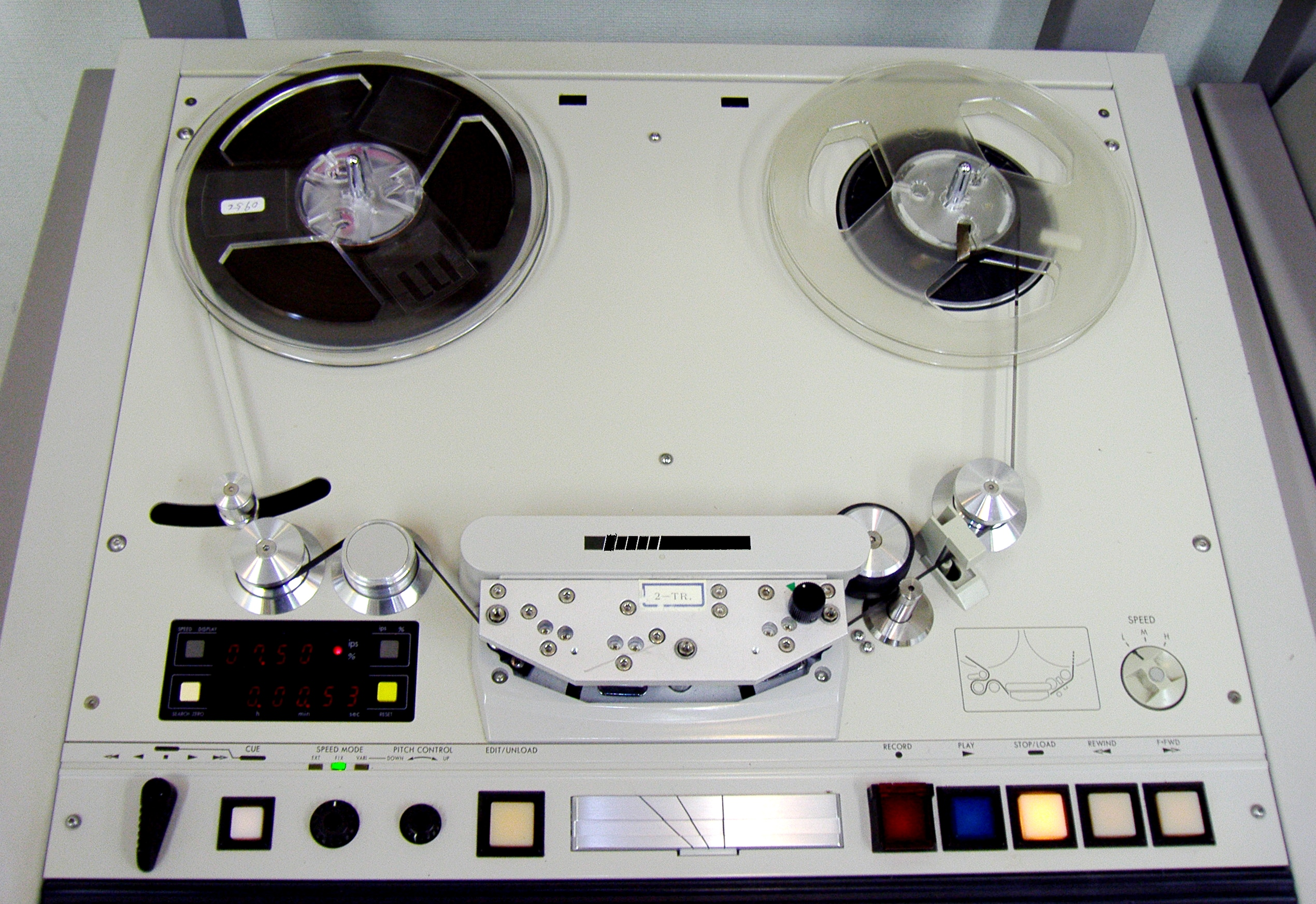
Студийный катушечный магнитофон

- по типу носителя магнитофоны подразделяются на ленточные (катушечные и кассетные) и проволочные. Кроме того, известны аппараты, использующие магнитный диск[1][2] или манжету;
- по виду регистрируемой информации магнитофоны разделяют на аналоговые и цифровые;
- по области применения магнитофоны разделяют на студийные, бытовые, специальные (репортёрские, диктофоны, для тайной звукозаписи и пр.) и промышленные (последний тип ранее широко использовался не только для записи звуковой информации, но и для записи аналоговых данных: например, сигналов с аналоговых датчиков температуры, давления и пр. в промышленных процессах или лабораторных исследованиях; промышленные магнитофоны для записи данных в некоторых источниках также называют магнитографами);
- по наличию встроенного усилителя мощности — на полные магнитофоны и магнитофоны-приставки (жаргонное «дека» от англ. deck — панель);
- по мобильности — на носимые (работающие в движении), переносные и стационарные.

Магнитофоны также можно классифицировать:
- по числу воспроизводимых и записываемых дорожек: 1, 2, 4 или более;
- по скорости движения носителя при записи и воспроизведении. Самые распространённые стандартные значения скорости при использовании магнитной ленты: 76,2 (студийные магнитофоны старого образца), 38,1 см/с (бытовые и студийные магнитофоны); 19,05 см/с (бытовые и студийные магнитофоны); 9,53 см/с (бытовые и студийные магнитофоны); 4,76 см/с; 2,38 см/с (диктофоны, кассетные магнитофоны). Существуют многоскоростные магнитофоны, магнитофоны с другими значениями скорости, а также с изменяющейся скоростью ленты по мере её перематывания;
- по числу головок: одна (только воспроизводящая, в магнитофонах-проигрывателях), две (наиболее часто реализуемый вариант: первой, по ходу движения ленты, стоит стирающая головка, далее — универсальная, которая может как записывать, так и воспроизводить информацию), три (так называемый «сквозной тракт» — для записи и воспроизведения используются раздельные специализированные головки), четыре (с дополнительной головкой воспроизведения, работающей при реверсивном ходе ленты), реже — больше;
- по формату записи-воспроизведения: монофонические, стереофонические, квадрофонические, многоканальные.

## Основные технические параметры
Механические:
- отклонение скорости носителя от номинальной, %;
- коэффициент детонации (неравномерность скорости движения ленты), %.

Электрические:
- частотный диапазон (записываемого сигнала), Гц;
- неравномерность АЧХ в рабочем диапазоне частот, дБ;
- коэффициент нелинейных искажений (КНИ, англ. THD), %;
- динамический диапазон, дБ;
- отношение сигнал/шум, дБ;
- выходная мощность, Вт (для аппаратов с УМЗЧ).

## Устройство
Основными функциональными узлами магнитофона являются лентопротяжный механизм (ЛПМ), блок магнитных головок (БМГ, БВГ) для записи, воспроизведения и стирания сигналов и электронные устройства, обеспечивающие работу БМГ.

### Лентопротяжный механизм
Лентопротяжный механизм, или механизм транспортирования магнитной ленты, обеспечивает, как ясно из названия, протяжку магнитной ленты. Характеристики ЛПМ в наибольшей степени влияют на качество звуковоспроизведения аппарата в целом, потому что искажения, которые неидеальный ЛПМ вносит в сигнал, невозможно исправить никакой коррекцией в аналоговом электронном тракте. Главными характеристиками ЛПМ является коэффициент детонации и долговременная стабильность скорости движения ленты (выражается в процентах наибольшего отклонения скорости от номинальной).
ЛПМ должен обеспечивать:
- равномерное движение магнитного носителя при записи и воспроизведении с заданной скоростью (рабочий ход). Только в самых примитивных образцах лента протягивается с непостоянной скоростью, изменяющейся от начала ленты к концу;
- равномерное натяжение носителя с определённым усилием;
- равномерный и надёжный контакт носителя с магнитными головками;
- переключение скоростей ленты (в многоскоростных моделях);
- ускоренную перемотку носителя, как правило, в обе стороны — вперёд и назад (в простейших и специальных устройствах перемотка может отсутствовать);
- дополнительные возможности в зависимости от класса и назначения магнитофона: автостоп, кратковременную остановку при рабочем ходе (пауза), реверс (запись и воспроизведение в обе стороны), автоматический поиск фрагментов фонограммы, счётчик ленты и пр.

Для привода ЛПМ используются, как правило, электрические двигатели постоянного и переменного тока. В некоторых ранних переносных моделях для экономии энергии батарей применялись пружинные (патефонного типа) двигатели, например, в советских МИЗ-8 и «Днепр-8», швейцарских Nagra I и Nagra II, английских Boosey & Hawkes Reporter и др. Западногерманская фирма Maihak производила репортерские магнитофоны с патефонным приводом до 1960-х годов. Применяются фрикционные, ременные и зубчатые передачи. ЛПМ может содержать как один двигатель, так и два или три, редко — больше. Однодвигательная схема — самая распространённая. Два или три двигателя ставят обычно в дорогие высококачественные аппараты. Трёхдвигательные ЛПМ считаются самыми совершенными. В них меньше всего механических передач, ведущий узел лучше всего изолирован от влияния приёмного и подающего узла (а значит, проще стабилизировать скорость и натяжение ленты). Но эти достоинства полностью реализуются только при применении специальных и очень недешёвых прецизионных двигателей.
По принципу управления режимами работы ЛПМ бывают с механическим и электронным управлением.
- В ЛПМ с механическим управлением перемещение отдельных узлов (прижимного ролика, блока магнитных головок, элементов механической передачи) происходит под действием механического усилия от кнопок, клавиш или рычагов управления. Их достоинство — простота, надёжность, малое энергопотребление. Недостаток — очень сложно реализовать автоматическое управление режимами работы (автопоиск и т. д.).
- В ЛПМ с электронным управленим усилие для перемещения всех узлов создаётся электромагнитами и вспомогательными электродвигателями. Управление ими осуществляется через электронную логическую схему (часто на микроконтроллере или микропроцессоре). Такой ЛПМ легко поддаётся автоматизации (функции автопоиска, дистанционного управления, калибровки уровня записи и подмагничивания под конкретный тип ленты).

Заданные характеристики ЛПМ обеспечиваются тщательным проектированием механизма, прецизионным изготовлением деталей и узлов, применением электронных, механических и электромеханических систем автоматической стабилизации скорости и натяжения ленты.
Стандартный ряд скоростей протяжки ленты появился в середине пятидесятых годов. До этого единого стандарта не существовало, что можно объяснить двумя причинами:
- Многие модели первых магнитофонов разрабатывались для записи синхронной фонограммы в процессе кинопроизводства, и рассчитывались на перфорированную магнитную ленту сплошного полива, совпадающую по размерам с 35-мм и 16-мм киноплёнкой[6]. Поэтому в ЛПМ магнитофонов, как и в ЛПМ аппаратов оптической звукозаписи применялись зубчатые барабаны, и использовались скорости 18 и 46,5 см/сек, стандартные для таких же форматов киноплёнки. Это упрощало синхронизацию изображения со звуком при монтаже и последующем переводе магнитных фонограмм в оптическую.
- В Германии, где до Второй Мировой войны магнитная запись развивалась наиболее интенсивно, были приняты метрические скорости. После войны же большая часть немецкой документации по магнитофонам попала в США, где по мере собственных американских разработок механические параметры переводились из метрической системы в дюймовую. Так скорость 77 см/сек превратилась в 76,2 см/сек (30 дюймов/сек) и т. д. Наиболее интенсивно работу над магнитной записью вела фирма «Ampex», поэтому в конечном итоге по миру распространился дюймовый ряд скоростей. Так называемый «немецкий» ряд скоростей (77 см/с, 38,5 см/с, 19,25 см/с) в бытовых магнитофонах был довольно распространён до конца 1950-х годов, а в студийных аппаратах встречался и позже.

### Магнитные головки
Важнейший узел магнитофона — магнитные головки. Их характеристики во многом определяют качество работы аппарата в целом.
Магнитная головка может работать как с одной дорожкой (моно), так и с несколькими — от двух (стерео) до 24 (см. Многодорожечная запись).
Они классифицируются по назначению: головки воспроизведения (ГВ), записи (ГЗ), универсальные записи-воспроизведения (ГУ) и стирания (ГС). Количество их, устанавливаемое на ЛПМ, варьируется от одной (ГВ в магнитофонах-проигрывателях или ГЗ в магнитофонах, предназначенных только для записи), двух (ГУ и ГС — наиболее распространённый вариант в бытовых магнитофонах), трёх (ГВ, ГЗ, ГС — так называемый «сквозной канал», который обеспечивает воспроизведение только что записанного сигнала) до четырёх (две ГВ для функции реверса, и по одной ГЗ и ГС) и более (головка для функции «реверс» может применяться и одна, но с механизмом переворачивания на 180° или же сдвига по высоте).
В случае использования нескольких головок в общем конструктиве (барабане, основании) говорят о блоке магнитных головок (БМГ) — так, существуют аудиомагнитофоны со сменным БМГ, что позволяет получить, например, разное количество дорожек (немецкий бытовой магнитофон высокого класса Uher Royal de Luxe, 1969 г.).
Иногда применяются комбинированные головки, конструктивно объединяющие, например, ГУ и ГС. Также иногда применяется отдельная головка подмагничивания, записи и воспроизведения вспомогательных сигналов и др.

Стирание записи обычно ведётся высокочастотным переменным магнитным полем, но в самых дешёвых моделях широко применялись и ГС в виде постоянного магнита специальной формы, которая механически подводится к ленте при стирании, несмотря на то, что уровень шумов при стирании постоянным магнитным полем больше.
Качество применённых магнитных головок в основном и определяют качество записи/воспроизведения сигнала в магнитофоне. От качества головки также зависит и её долговечность (срок службы).
На первых моделях кассетных магнитофонов стояли головки с сердечником из мягкого пермаллоя, в дальнейшем им на смену пришли более износостойкие головки из стеклоферрита и из сендаста. Позже были разработаны магнитные головки из аморфного металла (А-головки), отличающиеся прекрасными магнитными свойствами и износостойкостью на уровне стеклоферрита, и высококлассные магниторезистивные головки (Z-головки).
Важное значение для обеспечения совместимости записей, сделанных на разных магнитофонах, имеет правильная юстировка магнитных головок (их пространственное расположение по высоте и наклону относительно ленты) согласно принятым стандартам. Особенно сильно влияет на совместимость записей совпадение азимутов магнитных головок (угла между магнитным зазором головки и кромкой ленты) при записи и воспроизведении. Несовпадение азимутов всего на единицы угловых минут, приводит к резкому ухудшению воспроизведения высоких частот. В дешёвых магнитофонах нередко предусмотрено специальное отверстие в передней или задней панели для юстировки головки «на слух», по максимуму воспроизводимых высоких частот.
В процессе работы магнитные головки засоряются осыпающимся с ленты магнитным слоем и потому подлежат периодической очистке.

### Электроника
Электронная часть магнитофона состоит из:
- одного или нескольких (по количеству каналов) усилителей воспроизведения (УВ) и усилителей записи (УЗ). В более простых моделях функции УЗ и УВ объединяют в универсальном усилителе записи/воспроизведения (УУ);
- одного или нескольких (по количеству каналов) усилителей мощности низкой частоты, к выходам которых подключаются внутренние или внешние акустические системы, и/или наушники.
- генератора тока стирания-подмагничивания (ГСП). Может отсутствовать в простейших устройствах;
- устройств управления частотой вращения двигателей (необязательно);
- устройств шумопонижения (необязательно);
- системы электронного управления режимами работы ЛПМ (необязательно);
- различных вспомогательных узлов: индикаторов уровня сигнала и режимов работы, коммутационных устройств, дистанционного управления и пр.

Отличительной особенностью УВ и УЗ магнитофонов является то, что они обязательно содержат цепи частотной коррекции, настроенные таким образом, чтобы скомпенсировать частотные искажения, вносимые головками и лентой, и обеспечить максимально возможную линейность АЧХ канала записи-воспроизведения. Параметры цепей коррекции УВ (их «постоянные времени») стандартизованы для различных скоростей и типов лент, а АЧХ усилителя записи выбирается такой, чтобы в итоге при воспроизведении через стандартный УВ получить равномерную АЧХ всего тракта в заданном диапазоне частот. Таким образом можно обеспечить совместимость записей, сделанных на разных магнитофонах. Если магнитофон предназначен для работы на разных скоростях движения ленты или с разными типами лент, его УВ и УЗ содержат ручные или автоматические переключатели цепей коррекции.
Кроме того, УВ должен быть максимально малошумящим, так как сигнал с головки воспроизведения обычно очень мал и составляет от долей до единиц милливольт при максимальном уровне сигнала.
Напряжение сигнала на выходе УВ составляет обычно от десятков милливольт до единиц вольт. Далее оно подаётся через регулятор громкости и тембра на вход усилителя мощности низкой частоты или на вход внешних устройств усиления и обработки сигнала.
ГСП вырабатывает синусоидальное напряжение ультразвуковой частоты, необходимое для подмагничивания при записи и для стирания записи. Необходимая величина тока подмагничивания и стирания зависит от конструктивных особенностей магнитных головок, а также типа магнитной ленты и скорости её движения. Величина тока подмагничивания влияет на многие параметры магнитной записи и устанавливается при заводской настройке магнитофона; дорогие модели могут иметь системы автоматической калибровки тока подмагничивания под данный экземпляр магнитной ленты. Частота ГСП выбирается в 4-5 раз выше верхнего предела частотной характеристики магнитофона, то есть от 40-50 кГц для простейших аппаратов и до 80-210 кГц в моделях класса Hi-Fi. В миниатюрных магнитофонах часто применяют стирание с помощью постоянного магнита. Это позволяет применить для подмагничивания генератор значительно меньшей мощности. В самых примитивных магнитофонах ГСП нет вовсе, а подмагничивание производят, подавая в головку записи постоянный ток.
Более продвинутые модели содержат устройства индикации режимов работы и уровня записи-воспроизведения (аналоговые, либо цифровые), датчики срабатывания автостопа, систему автопоиска (AMS, APSS и т. п.), устройство автоматической регулировки уровня записи (АРУЗ), устройство шумоподавления (как компандерные системы — Dolby B, Dolby C, Dolby S,DBX,Hign Com так и динамические фильтры — DNL, «Маяк»), устройства «динамического подмагничивания» (Dolby HX, Dolby HX Pro, СДП, СДП-2 и пр.), коммутатор входов/выходов (режим «Монитор») и некоторые другие. Иногда предусматривается возможность перезаписи с дорожки на дорожку, наложение новой записи на имеющуюся, записи специального сигнала для синхронизации с киноаппаратурой и пр.

### Элементная база
Электронная часть первых магнитофонов выполнялась на электронных лампах. Лампы в магнитофоне создают три специфические проблемы.
- Во-первых, лампы выделяют много тепла, которое может повредить магнитную ленту. В стационарных магнитофонах либо выполняли электронную схему в виде отдельного блока, либо предусматривали в просторном корпусе специальные меры для вентиляции и теплоизоляции. В малогабаритных моделях старались уменьшить число ламп и увеличить площадь вентиляционных отверстий. В инструкциях нередко указывалось предельное время непрерывной работы магнитофона, обычно несколько часов, и рекомендовалось не оставлять ленту на остывающем аппарате.
- Во-вторых, лампы склонны к микрофонному эффекту, а лентопротяжный механизм создаёт довольно значительный акустический шум. В магнитофонах высокого класса приходилось применять особые меры для борьбы с микрофонным эффектом, например, устанавливать на амортизаторы входные лампы усилителей записи и воспроизведения.
- В-третьих, для ламп нужен высоковольтный источник питания анодных цепей и низковольтный (но довольно мощный) — для подогрева катодов. В магнитофоне же требуется ещё и источник питания для электродвигателя. Таким образом, комплект батарей для портативного лампового магнитофона мог получиться довольно объёмным, тяжёлым и дорогим.

С появлением транзисторов их стали применять и в магнитофонах. Автоматически решились проблемы тепловыделения и микрофонного эффекта. Транзисторный магнитофон можно было питать от недорогих низковольтных батарей, и служили они намного дольше. Магнитофоны стали по-настоящему портативными. Первый транзисторный магнитофон выпустила в 1955 году западногерманская фирма Maihak (модель Reportofon MMK 3 tr), причем привод лентопротяжного механизма в нём был пружинный, а не электрический. К концу 1960-х годов ламповые магнитофоны почти полностью были вытеснены с рынка транзисторными.
С 1970-х годов в магнитофонах всё шире применяются аналоговые интегральные микросхемы, как общего применения (операционные усилители), так и специализированные (малошумящие УВ, УМЗЧ, компандерные шумоподавители и т. д.). В схемах управления применяют цифровые микросхемы разной степени интеграции, вплоть до микроконтроллеров и микропроцессоров.

## Историческая справка

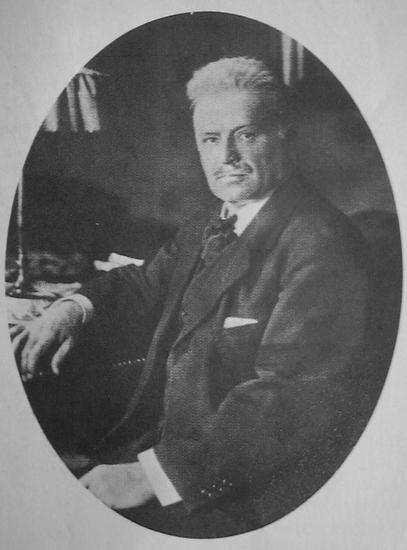
Вальдемар Поульсен (1869—1942)

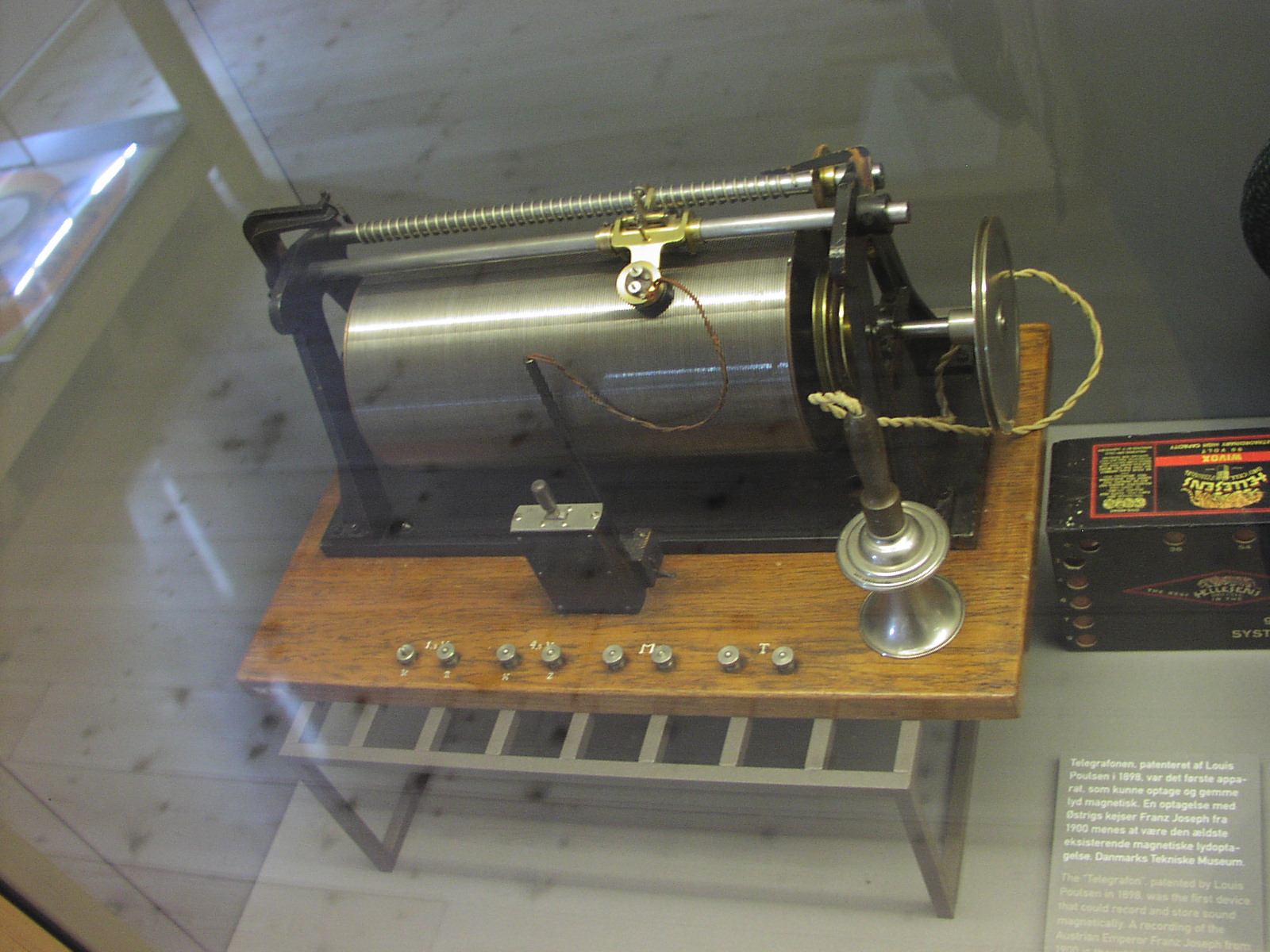
Телеграфон, изобретенный Вальдемаром Поульсеном в 1898 году. Он экспонируется в Бред Уоркс в Индустриальном музее, Люнгбю, Дания.

Женщина с телеграфоном (1906 год), для записи и прослушивания используется телефонная трубка

Принцип магнитной записи на стальную проволоку в 1888 году впервые разработал Оберлин Смит, под влиянием его посещения в 1878-м лаборатории Эдисона. Первое работающее устройство было изготовлено датским инженером Вальдемаром Поульсеном в 1895 году. Сам аппарат изобретатель назвал «телеграфоном».
В 1925 году Курт Штилле представил электромагнитное устройство, записывающее речь на магнитную проволоку. Впоследствии аппараты его конструкции, использовавшие тонкую стальную ленту в качестве носителя, производились под маркой «Маркони-Штилле», и применялись на Би-би-си с 1935 до 1950 года.
Впервые принцип фиксации изображения и звука на магнитном носителе описал советский инженер и изобретатель Борис Александрович Рчеулов. В 1922 году Рчеулов сделал два ключевых изобретения, положивших основу всей дальнейшей видеотехнике. Первое — вакуумные трубки с вибрирующими элементами, второе — система магнитной записи на движущуюся металлическую ленту с катушкой для её намотки. С их помощью предлагалось осуществлять запись и воспроизведение визуальных и звуковых сигналов и одновременный прием на множество приемников. Патенты на эти изобретения получены в 1924 году. Однако попытки Б. А. Рчеулова добиться реализации своих изобретений на родине не увенчались успехом. В 1927 году Фриц Пфлеймер (Dr. Fritz Pfleumer) запатентовал магнитную ленту (сначала на бумажной основе, затем — на полимерной). Сам этот принцип начали разрабатывать параллельно со Смитом, в лаборатории BASF.

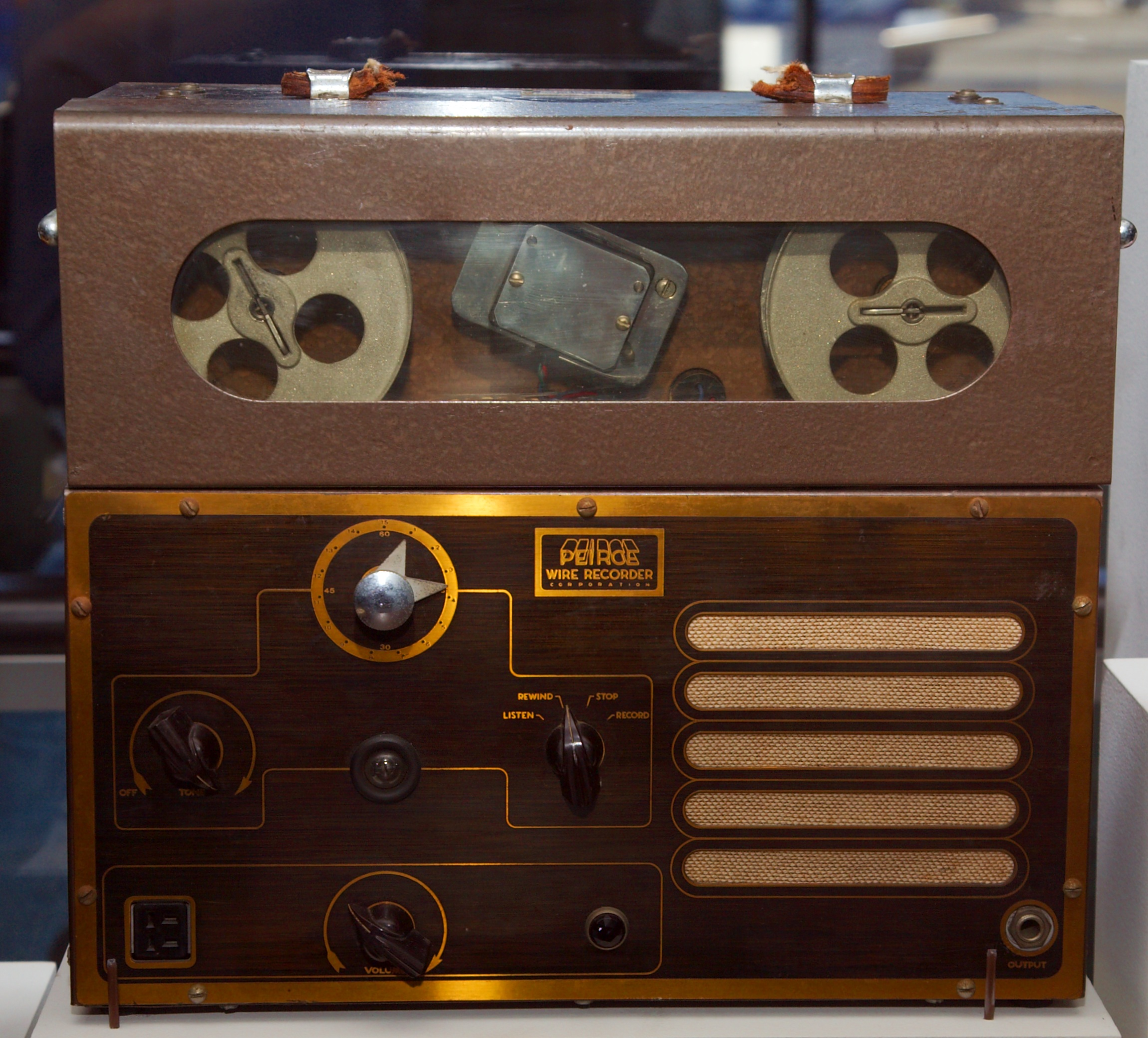
Peirce 55-B — магнитофон для записи на магнитную проволоку, 1945.

В 1920-х годах Шуллер предложил классическую конструкцию кольцевой магнитной головки, представлявшей собой кольцевой магнитный сердечник с обмоткой на одной стороне и зазором на другой. При записи в обмотку подаётся ток записи, вызывающий выход магнитного поля в зазоре, которое и намагничивает магнитную ленту в такт изменению сигнала. При считывании, наоборот, лента, замыкая магнитный поток через зазор на сердечник, наводит ЭДС в обмотке. В 1934—1935 фирма BASF начала серийный выпуск магнитной ленты на основе карбонильного железа либо магнетита на диацетатной основе. В 1935 фирма AEG выпустила первый коммерческий плёночный магнитофон под названием Magnetophon K1. Само слово Magnetophon долгое время было торговой маркой AEG-Telefunken, хотя при этом вскоре стало нарицательным в ряде языков, в том числе в русском. После окончания Второй мировой войны магнитофоны AEG-Telefunken были вывезены из Германии в СССР и США, где спустя несколько лет (в Америке — в 1947) были построены аналогичные аппараты.
Принцип высокочастотного подмагничивания — подмешивания в записываемый сигнал высокочастотной составляющей — был предложен в начале 1930-х годов Браунмюлем и Вебером, усовершенствован в конце 1930-х годов Нагаи, Карпентером и др.

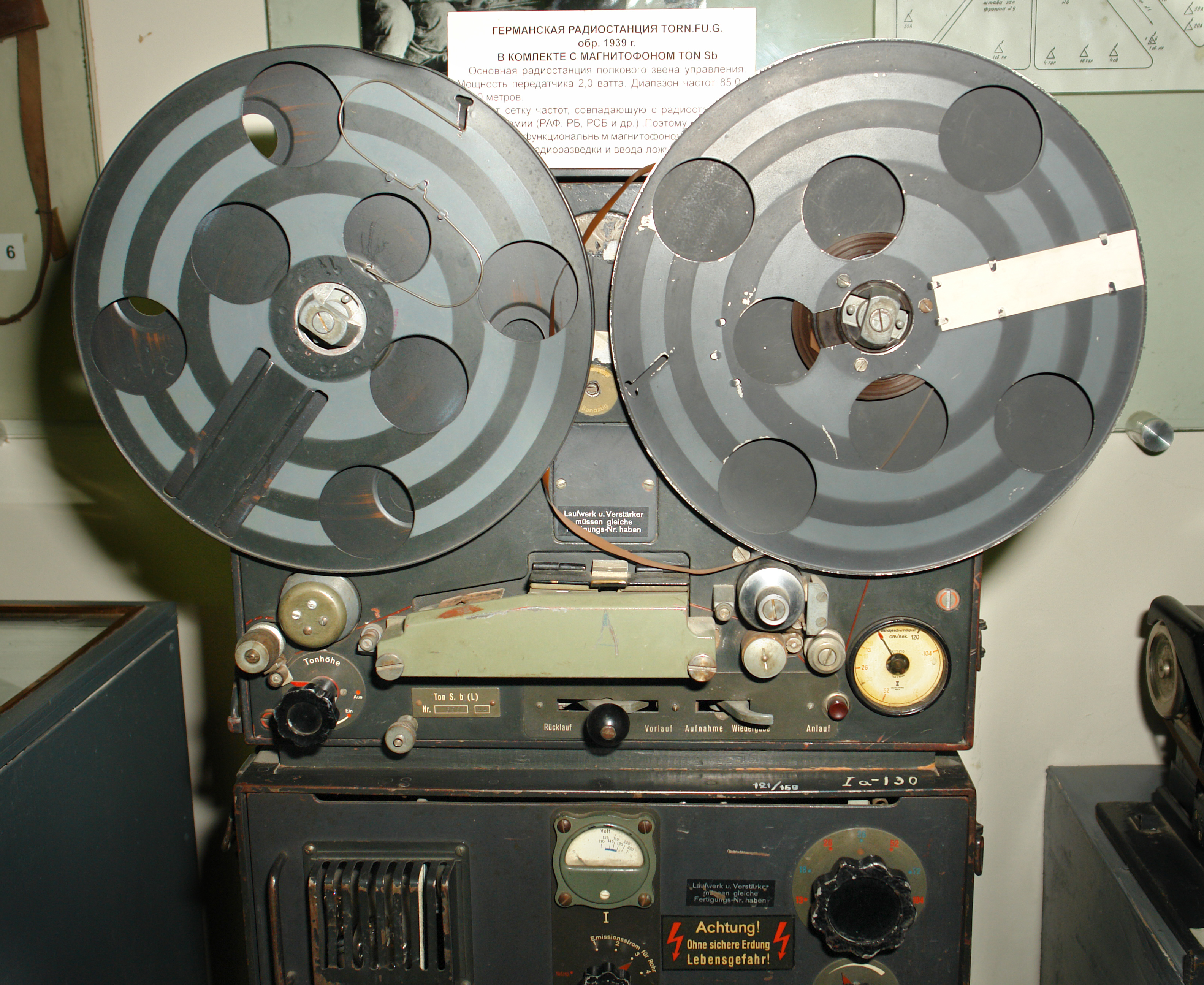
Магнитофон Ton S.b, применявшийся немцами в военных целях во время Второй Мировой войны. Такие аппараты можно видеть в фильмах «Семнадцать мгновений весны» и «Вариант „Омега“».

Эксперименты по магнитной записи видеосигнала начались в самом начале 1950-х. Запись велась линейно, поэтому скорость протяжки ленты была очень высокой — несколько метров в секунду. Первый коммерческий видеомагнитофон появился в Великобритании на студии BBC в 1958 году, аппарат назывался VERA (Vision Electronic Recording Apparatus) и также использовал линейную запись, лента протягивалась со скоростью 200 дюймов/с (5,08 м/с), длительность записи на одном рулоне ленты была около 15 минут, а полоса частот видеотракта была всего 1 МГц, но даже в таком примитивном варианте видеомагнитофон VERA превосходил по качеству изображения кинорегистраторы. Хотя чуть позже удалось в несколько раз снизить скорость протяжки ленты за счёт разделения полной полосы частот видеосигнала на более узкие полосы и их записи на несколько дорожек, и были изготовлены даже цветные видеомагнитофоны, было ясно, что линейная видеозапись не имеет будущего, и фирма Ampex, отлично это осознавая, вела разработки поперечно-строчной записи при помощи головок, закреплённых на вращающемся барабане. Первые работоспособные прототипы появились в 1953—1954 годах, первый коммерческий видеомагнитофон с поперечно-строчной записью в 1956 году. Главной проблемой было создание головок, способных хорошо работать на частотах выше 1-1,5 МГц. Бытовые катушечные видеомагнитофоны на ленте шириной дюйм и полдюйма появились в начале-середине 60-х годов; в середине 70-х появились кассетные системы, и после непродолжительной борьбы систем Betamax и VHS, различавшихся механикой лентопротяжного механизма и качеством изображения, победила VHS. При этом Betamax давала лучшее качество изображения, но обладала более сложным и менее надёжным лентопротяжным механизмом, что в конечном итоге и решило его судьбу. Современный студийный стандарт Betacam является развитием Betamax.
Стремление к миниатюризации бытовых магнитофонов и повышению удобства пользования ими привела к появлению на рынке, начиная с 1950-х гг., различных кассетных систем. Ко второй половине 1960-х фактически единым стандартом стала компакт-кассета, разработанная компанией Philips. В 1980—1990-х годах магнитофоны с компакт-кассетой практически вытеснили катушечные системы с потребительского рынка.

## Катушечные магнитофоны

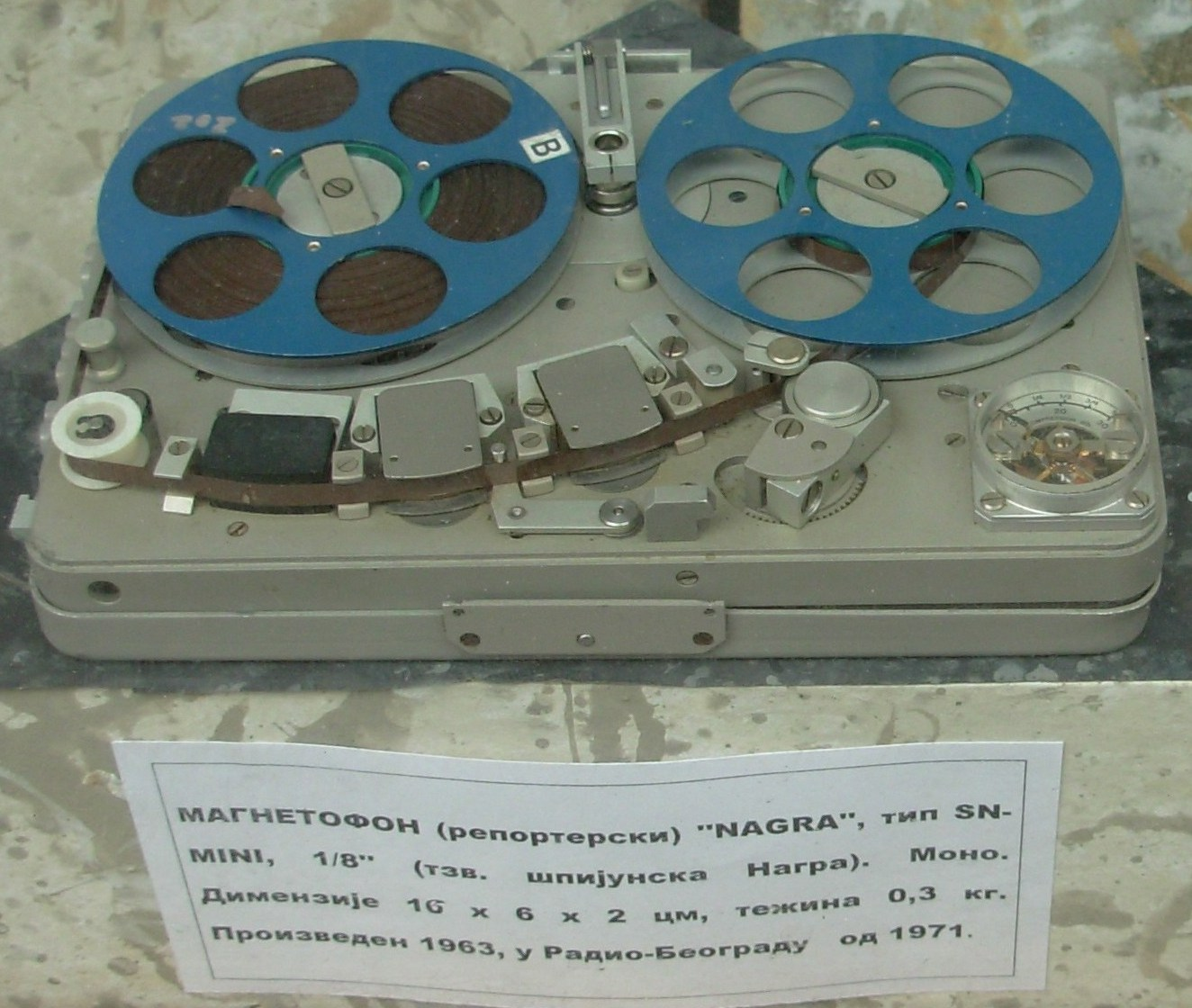
Миниатюрный катушечный магнитофон Nagra SN (Швейцария, прототип создан в 1960) обеспечивал качество записи, приближающееся к студийному, широко применялся спецслужбами многих стран

В качестве носителя используется магнитная лента, намотанная на пластмассовые или металлические катушки (в быту употреблялось также название «бобина»; до появления кассетных магнитофонов катушки называли кассетами, а сами магнитофоны называли «бобинниками», «катушечниками») или на сердечники без щёчек (для предотвращения спадания ленты магнитофоны, рассчитанные на сердечники, имеют на подающем и приёмном узлах диски-«тарелки», также существуют разборные катушки со съёмными щёчками). Лента на катушку наматывается рабочим слоем внутрь рулона, но в очень старых магнитофонах нередко встречалась намотка рабочим слоем наружу. При этом иногда лента сматывалась на приёмную катушку наизнанку — рабочим слоем внутрь, чтобы нельзя было по ошибке запустить запись задом наперёд (например, первые модели магнитофонов «Днепр»). На сердечниках намотка ленты рабочим слоем наружу встречалась до 1960-х годов.
Стандартный ряд скоростей протяжки ленты в бытовых катушечных магнитофонах получился последовательным делением скорости 15 дюймов в секунду (38,1 см/с) на 2 — 19,05; 9,53 и 4,76 см/с (в некоторых высококлассных применялась и 38,1 см/с); в студийных — 9,53 ; 19,05 ; 38,1 и 76,2 см/с. Медленные скорости 2,38 и 4,76 см/с считались «диктофонными» (скорость 2,38 см/с встречалась редко, в основном в тифлотехнических аппаратах и регистраторах). В кинематографии для синхронной записи звука могла применяться скорость 45,6 см/с (скорость протяжки 35-мм киноплёнки), в спецаппаратуре встречалась также скорость 28,0 см/с. Все возможности качественной записи реализуются на высоких скоростях, 19,05 см/с и выше. Скорость 9,53 см/с считалась минимально приемлемой для записи музыки и была основной (а часто и единственной) в недорогих аппаратах. Стандартные скорости были приняты в середине 1950-х годов, до того они были разными у разных фирм, и записи были несовместимы.
Катушечные магнитофоны выпускались самых разных классов — от громоздких стационарных студийных аппаратов, предназначенных для получения бескомпромиссного качества звука, до карманных «записных книжек» самой примитивной конструкции (см. Электрон-52Д). Главное их достоинство по сравнению с широко распространившимися с 1960-х годов кассетными аппаратами — возможность получения максимального качества записи и воспроизведения даже без особых технических ухищрений. Относительно большая ширина дорожек записи позволяет снимать с ленты более сильный сигнал, а это улучшает отношение сигнал/шум при воспроизведении; большая скорость движения ленты позволяет расширить частотный диапазон; при большой скорости проще обеспечить её постоянство; при проектировании лентопротяжного механизма конструктор может свободно выбирать компоновку, строить тракт движения ленты в соответствии с задачами, вводить в него дополнительные устройства стабилизации и контроля, ставить сколько угодно головок и т. п. Технологические новшества, которые вынужденно появились по мере развития кассетных магнитофонов (новые типы лент и головок, шумоподавители и пр.), нашли применение и в катушечных системах, ещё больше повысив их характеристики. Недостатком катушечных магнитофонов было относительное неудобство обращения с лентой: поменять на магнитофоне катушку можно только двумя руками, предварительно ленту нужно смотать до конца и т. д. Именно поэтому с появлением кассетных систем почти исчезли портативные катушечные магнитофоны.
Многодорожечные (с 8 и более дорожками) многоканальные катушечные магнитофоны в 60-х — 90-х годах активно использовались как студийные. В бытовом секторе катушечники были практически вытеснены кассетными моделями к середине 80-х годов — для среднего потребителя компактность и простота использования оказались важнее качества звучания.
В СССР стандартные катушки для 6,25-мм ленты различали по номерам. «Номером» служил внешний диаметр катушки в сантиметрах. В батарейных магнитофонах, как правило, использовались катушки № 10 и № 13, в сетевых — № 15 и № 18, реже — № 13, № 22 и № 27. Самые маленькие катушки — № 7,5 — применялись в некоторых диктофонах; кроме того, на них продавалась ракордная лента.
Самая распространённая лента для катушечных магнитофонов — шириной 6,25 мм, толщиной 55, 37 и 27 мкм, значительно реже встречалась лента толщиной 18 мкм. Толстые ленты имеют лучшие механические свойства и стабильность характеристик, а большая толщина рабочего слоя обеспечивает высокую перегрузочную способность. Тонкие, в свою очередь, в силу лучшей гибкости не требуют сильного натяжения для хорошего прилегания к головкам и имеют бо́льшую длину при том же диаметре рулона, так на катушку № 18 помещается 350 м ленты толщиной 55 мкм или 525 м ленты 37 мкм. Диаметр километрового рулона ленты толщиной 55 мкм, намотанной на сердечник (стандартно для студийных магнитофонов) составляет около 30 см.
В СССР магнитофоны 0 и 1 классов делались исключительно со сквозным каналом (раздельные записывающие и воспроизводящие головки, раздельные усилители записи и воспроизведения), магнитофоны 2, 3 и 4 классов для удешевления, как правило, имели универсальные головки и усилители. Известны, однако, и исключения: магнитофоны 2 класса «Яуза-212» и «Снежеть-204» имели сквозной канал, как и портативный магнитофон «Электроника-100С». Магнитофон же 1 класса «Астра-110-стерео» был выполнен по схеме с универсальным усилителем. Зарубежные производители не придерживались жёсткой привязки схемотехники к классу, а потому выпускалось немало как Hi-Fi-моделей с универсальным усилителем, так и довольно дешёвых со сквозным каналом.

## Кассетные магнитофоны

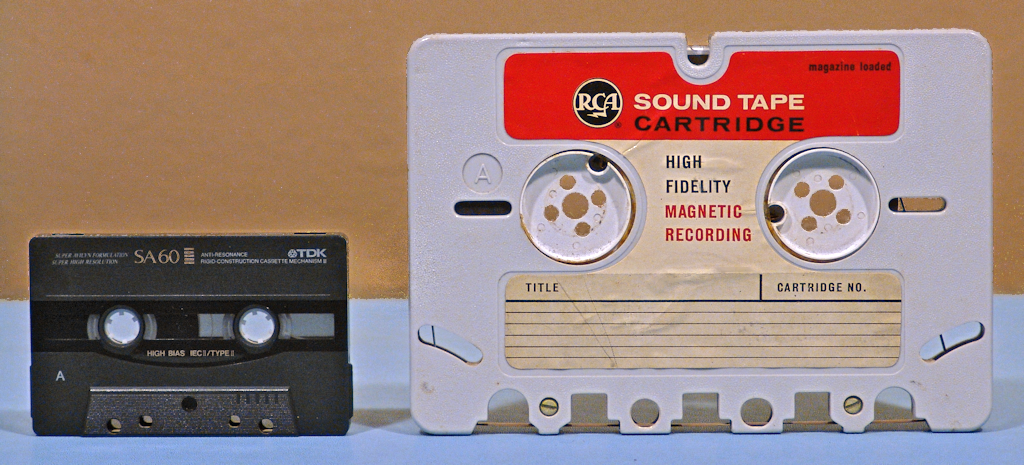
RCA Sound Tape Cartridge рядом с компакт-кассетой

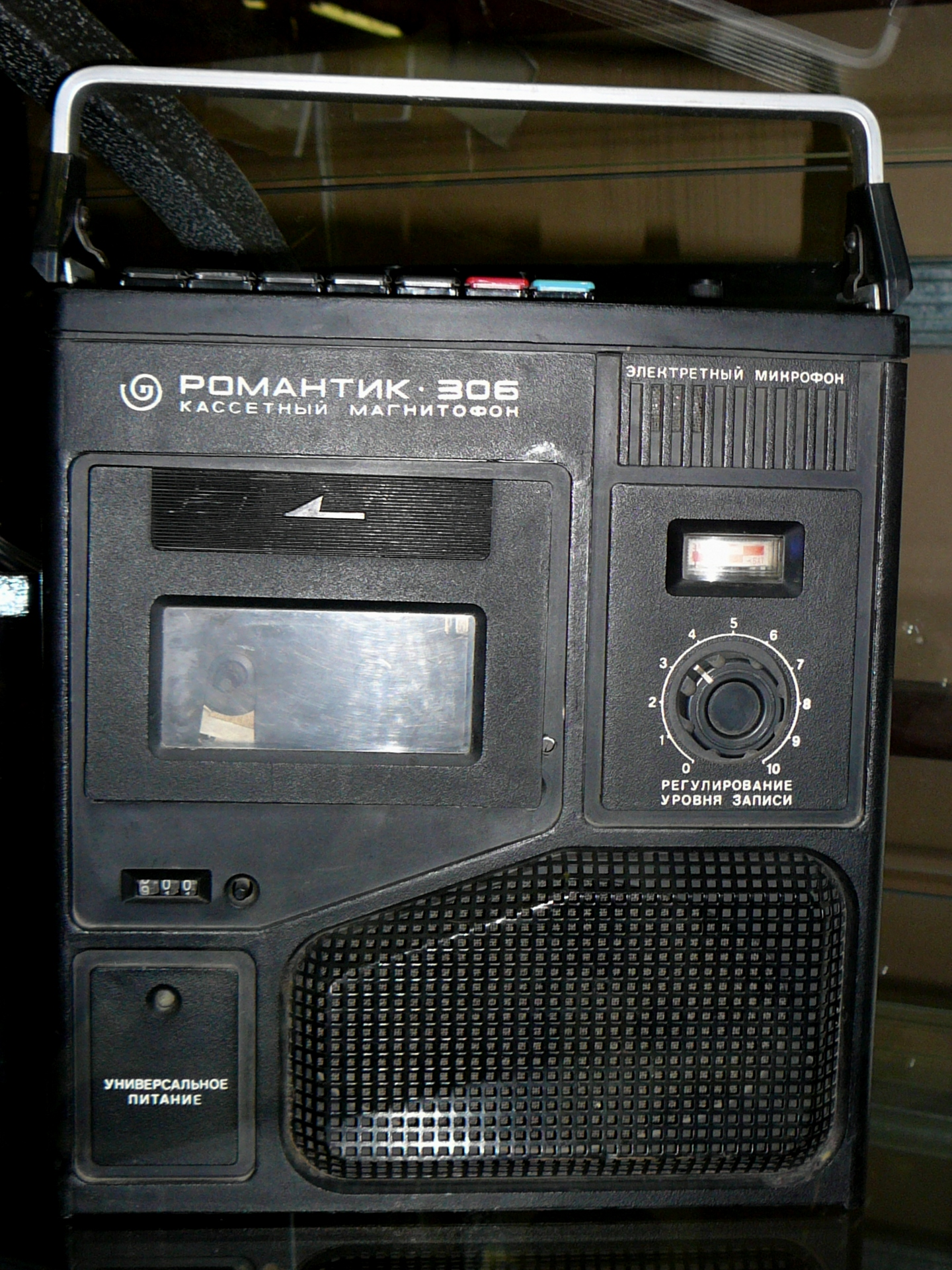
Кассетный магнитофон 1980-х

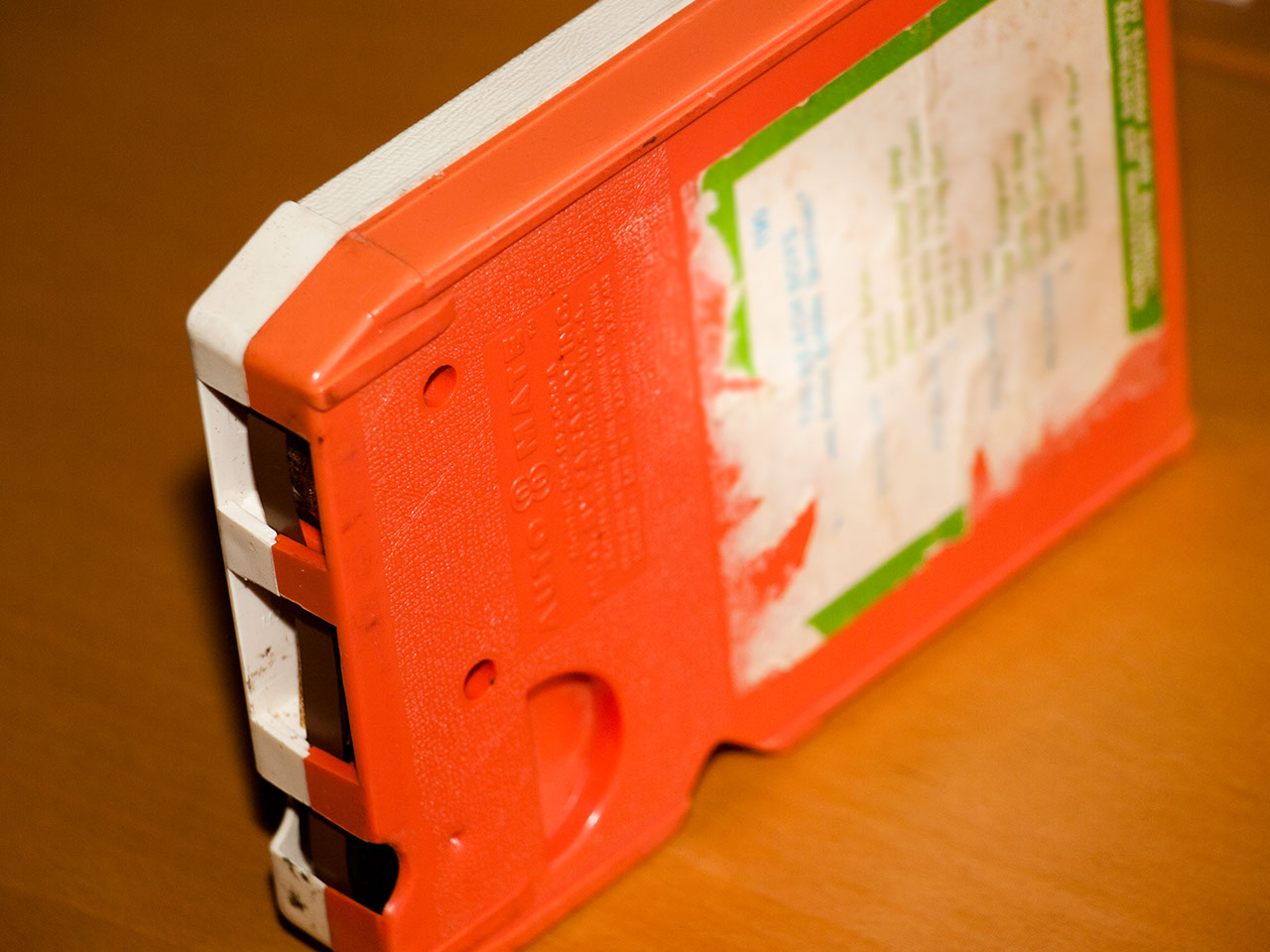
Кассета Stereo 8

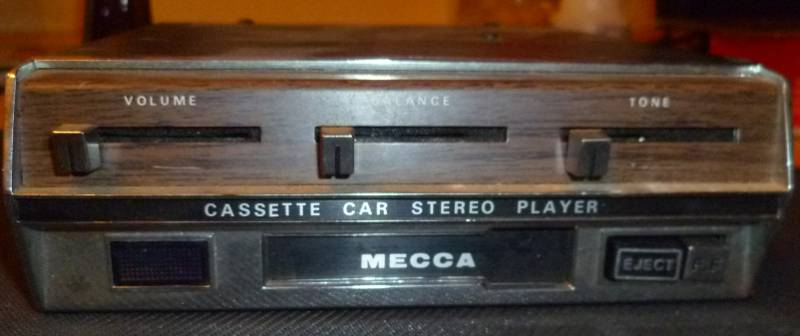
Автомобильный магнитофон-проигрыватель

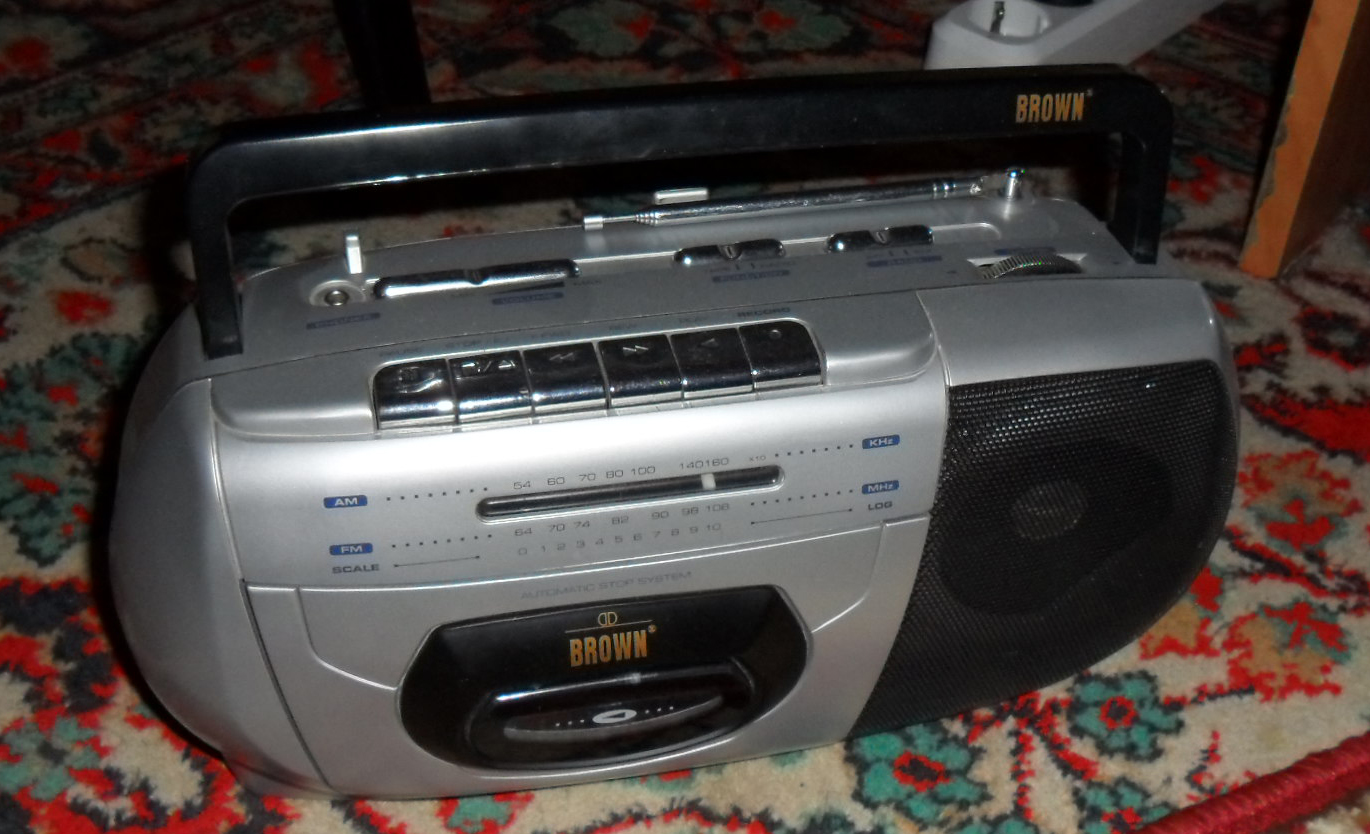
Кассетная магнитола 1990-х

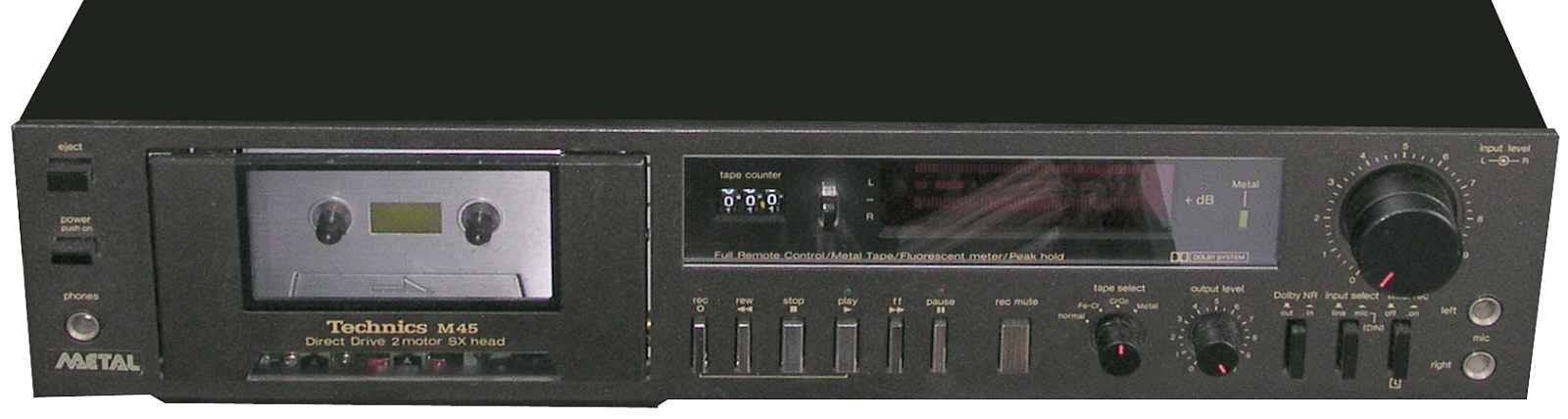
Высококачественный стационарный кассетный магнитофон-приставка (Technics M45)

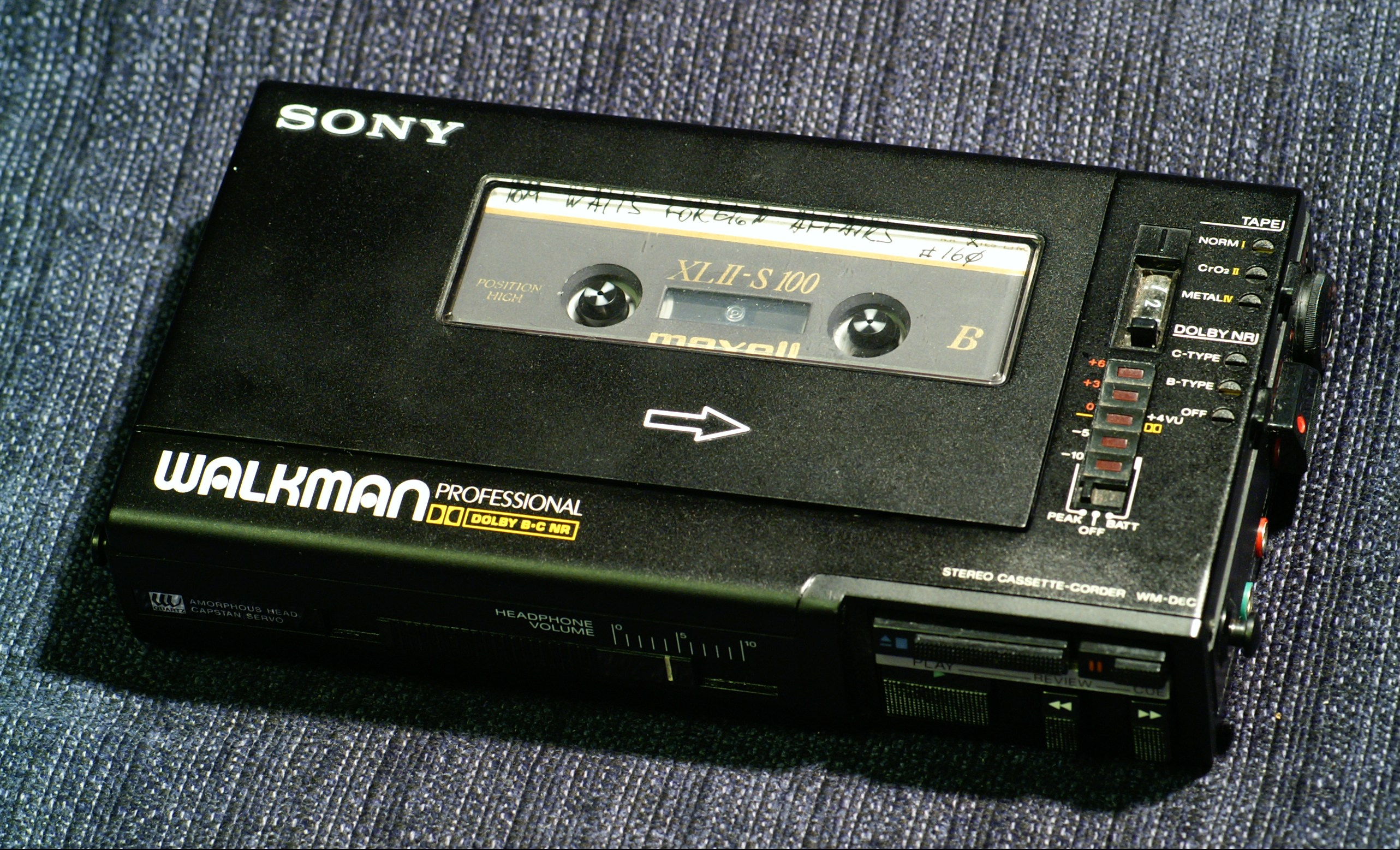
Миниатюрный стереомагнитофон «Walkman WM-D6C Pro» (1995)

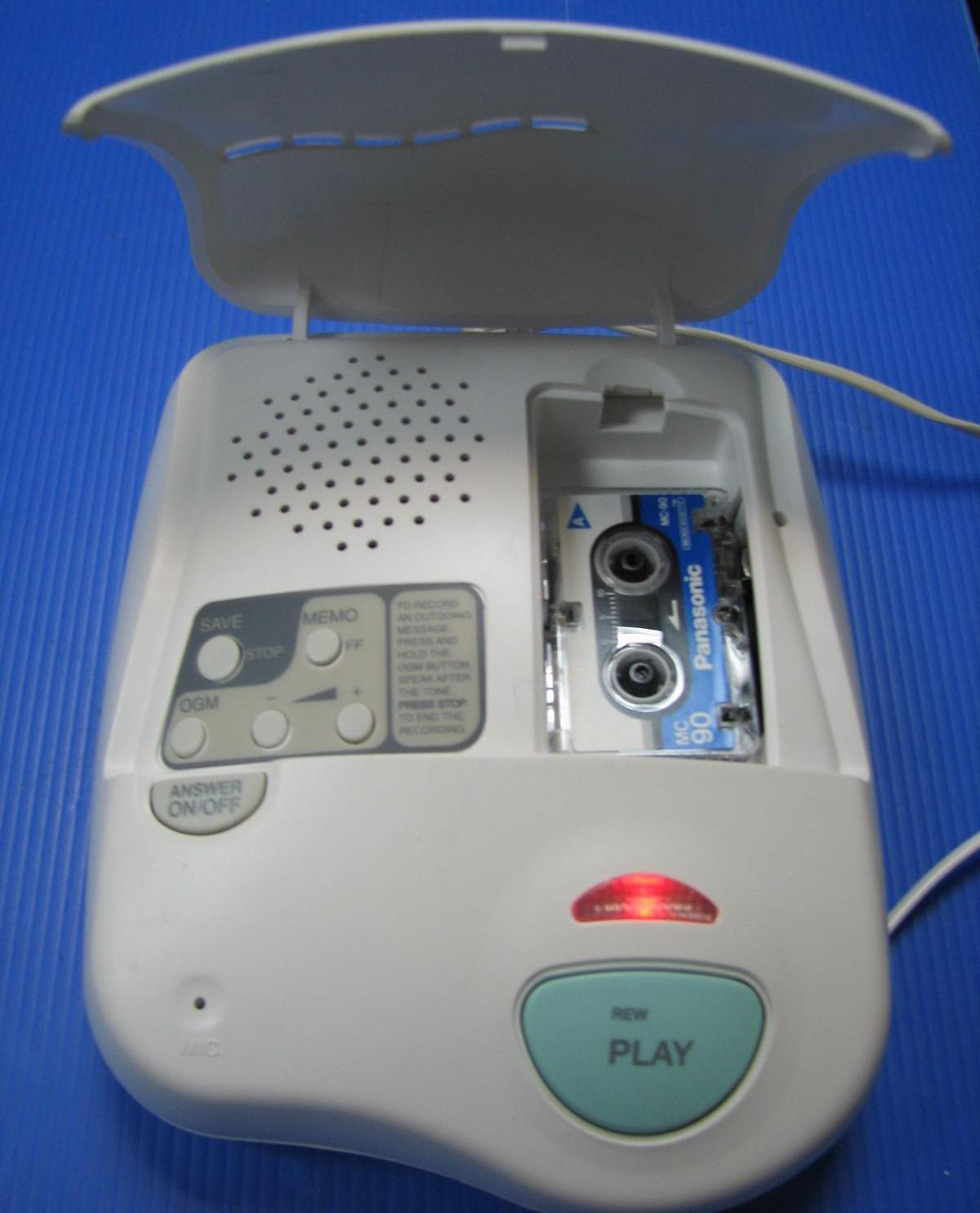
Автоответчик с микрокассетой

По крайней мере с начала 1950-х годов конструкторы предпринимали усилия, чтобы упростить обращение с магнитной лентой. Предлагавшиеся решения в целом сводились к двум вариантам: либо две катушки с лентой объединялись в одном корпусе-кассете, либо в кассету помещался один сердечник с рулоном ленты, склеенной в кольцо. По первому пути пошла, например, немецкая фирма Loewe (настольный магнитофон «Optaphon» 1950 года); по второму — нью-йоркская компания Mohawk Business Machines Company. В 1950 году она выпустила свой Midget Recorder, представив его как «первый в мире карманный ленточный магнитофон». Кольцевая лента для него размещалась в металлической кассете. На потребительском рынке появлялись кассеты Dictet (США, 1957, для портативного диктофона), Saba (Германия, 1958, для магнитофона Sabamobil), RCA Sound Tape Cartridge (США, 1958), Fidelipac (с кольцевой лентой, США, 1959) и другие. Из этих ранних систем широкого распространения не получила ни одна.
По-настоящему массовые кассетные магнитофоны появились в начале 1960-х.
В 1963 году компания Philips представила компакт-кассету, которая на несколько десятилетий стала основным форматом магнитофонных кассет во всем мире.
В 1964 году консорциум американских фирм представил кассету Stereo 8 с закольцованным рулоном ленты и 8-дорожечной записью; они были популярны в США до начала 1980-х годов, во многих американских автомобилях устанавливались магнитолы этого формата.
Другие конкурирующие системы, например, DC International фирмы Grundig (1965 г.), Elcaset фирмы Sony, микрокассета фирмы Olympus, либо не выдержали конкуренции с компакт-кассетой, либо заняли достаточно узкие ниши специальных применений (микрокассета — в миниатюрных диктофонах и телефонных автоответчиках, Steno-Cassette — в диктофонах Grundig).
Первоначально в кассетах использовались ленты с рабочим слоем из гамма-окиси железа (Fe2O3, Type I), как и в катушечных магнитофонах. При относительно малой скорости (4,76 см/с) и малой толщине рабочего слоя эти ленты давали высокий уровень собственных шумов, небольшой динамический диапазон (до 48 дБ) и достаточно узкий диапазон частот (до 12 кГц).
Более дорогие ленты на основе диоксида хрома (CrO2, Type II) превосходят их по динамическому и частотному диапазону записываемого сигнала, но требуют других параметров частотной коррекции и подмагничивания.
Наилучшее качество обеспечивают ленты типа Metal (Type IV) с рабочим слоем из порошка металлов, а не их окислов; но эти ленты имели свои существенные недостатки и были сняты с производства в начале 2000-х годов.
Многослойные плёнки («феррохром», Type III), предложенные в 1970-е годы, довольно быстро вышли из употребления.
С 2006 года в массовом производстве сохранились только ленты Type I, малопригодные для высококачественной записи музыки.
В зависимости от вида ленты при записи устанавливаются параметры тока подмагничивания, а при воспроизведении — частотной компенсации верхних частот.
Отличительной особенностью кассетных магнитофонов является повышенный шум при воспроизведении записанной фонограммы. Это связано с двумя факторами.
- Во-первых, низкая (по сравнению с катушечными магнитофонами) скорость протяжки ленты и малая ширина дорожки приводят к малому уровню сигнала (около 0,15…0,25 мВ), генерируемого магнитным полем в воспроизводящей головке магнитофона. Сигналы такого уровня оказываются сопоставимы с собственными шумами транзистора во входной цепи. Решение этой проблемы пошло двумя путями: создание специализированных воспроизводящих головок с высокой индуктивностью и, как следствие, с повышенным уровнем выходного сигнала (до 0,45 мВ) и разработка сверхмалошумящих усилителей с параллельным включением транзисторов на входе. В результате лучшие модели кассетных магнитофонов имеют собственные шумы на уровне −62…-65 дБ.
- Во-вторых, неоднородная структура магнитного слоя и шероховатости его поверхности приводит к повышенному уровню шумов самой ленты (-52…-54 дБ у обычных лент типа I). Опять же из-за относительно низкой скорости движения ленты спектр этих шумов попадает в рабочий диапазон частот магнитофона и становится очень заметным.

Для подавления шумов в кассетных магнитофонах стали применять различные системы шумоподавления. Самые ранние и простые из них — динамические (DNL и подобные) — используют тот факт, что в тихих участках музыкальной фонограммы доля высокочастотных составляющих невелика. Динамический шумоподавитель при воспроизведении слабых сигналов автоматически снижает усиление в области верхних частот (выше 5…6 кГц), где как раз и располагаются основные шумы ленты. На восприятии музыкальной записи такая коррекция сказывается незначительно, а при сильном сигнале шумы ленты не так заметны. В дорогих высококачественных аппаратах с начала 1970-х годов применяются компандерные системы шумоподавления («Dolby NR» различных модификаций и им подобные), которые при записи сжимают динамический диапазон сигнала, «приподнимая» тихие фрагменты записи над шумами ленты, а при воспроизведении — расширяют динамический диапазон до исходного. Кассеты, записанные с подавлением шумов, следует воспроизводить с той же системой шумоподавления, которая была выбрана при записи. Для корректного восстановления сигнала, записанного с применением компандерного шумоподавления, необходима точная подстройка параметров записи под конкретную используемую ленту; в магнитофонах, не предусматривающих такую подстройку, восстановленный сигнал часто теряет высокочастотные составляющие («завал верхов»).
Для расширения динамического диапазона вверх (прежде всего, в области высоких звуковых частот) применяется система динамического подмагничивания Dolby HX Pro, впервые применённая компанией Bang & Olufsen в 1982. Эта система в процессе записи автоматически поддерживает оптимальный уровень подмагничивания соответственно изменению сигнала записи. Ленты, записанные с Dolby HX, могут воспроизводиться на магнитофонах, не имеющих этого устройства, но повышенный уровень записи высоких частот может перегружать их канал воспроизведения.

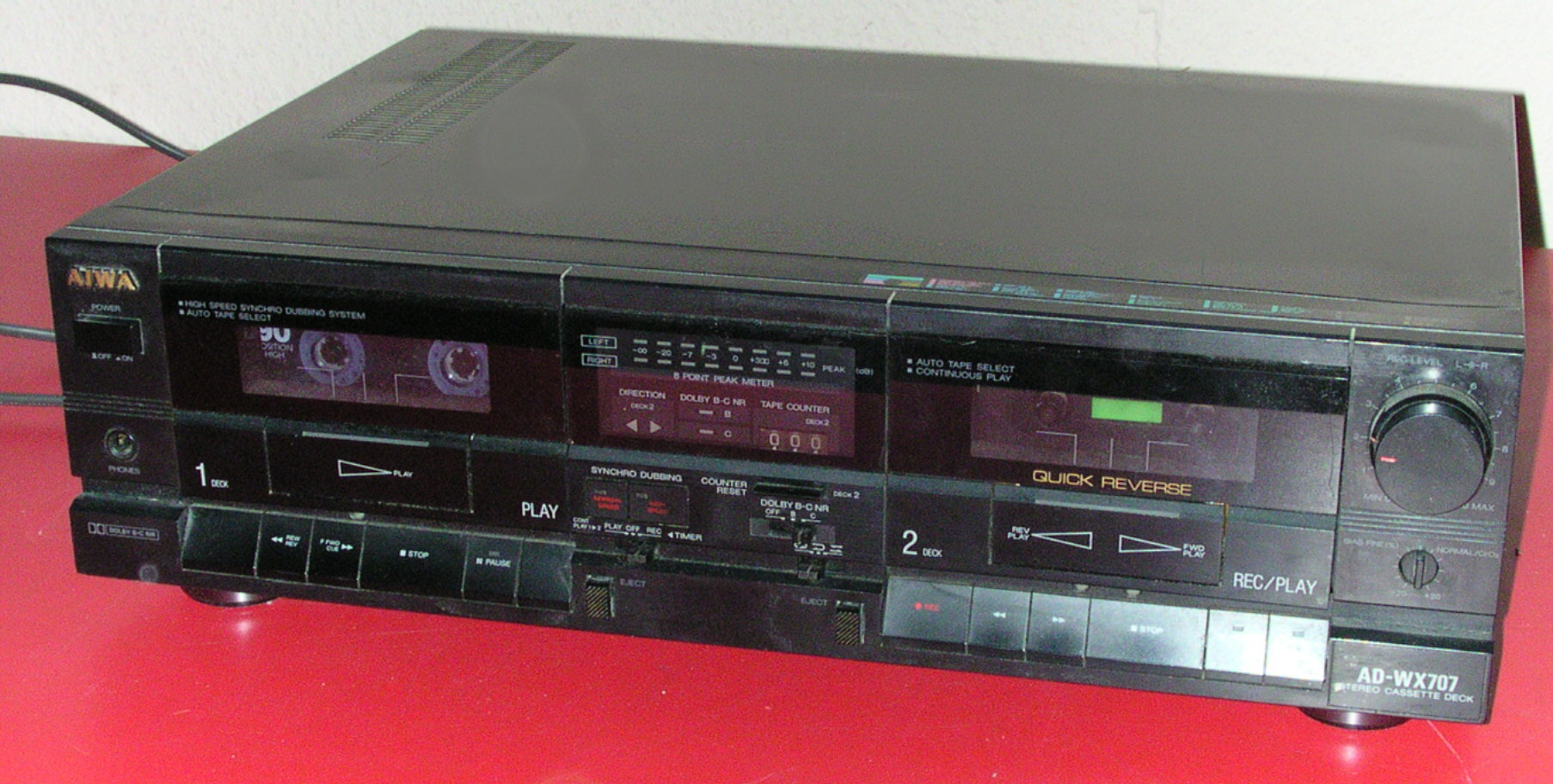
Двухкассетный магнитофон-приставка

Кроме малых размеров и удобства обращения, магнитофонная кассета позволила создать аппараты с автоматической сменой кассет. С 1969 года такие магнитофоны производил Philips (модели N2502, N2401, N2408) и другие компании (например, Mitsubishi — музыкальные центры DA-L70, LT-70, SS-L70 в 1980-х годах), но они не были особо популярны. Зато широко распространились магнитофоны с двумя лентопротяжными механизмами с возможностью перезаписи и непрерывного воспроизведения, и специальные установки с несколькими ЛПМ для тиражирования кассет.
Одно из характерных отличий стандартных магнитофонов под компакт-кассету — невозможность раздельной монофонической записи на каждую дорожку в четырёхдорожечных аппаратах, так как их стирающая головка размагничивает сразу две соседние дорожки. В катушечных четырёхдорожечных магнитофонах все дорожки можно записывать раздельно и тем самым экономить ленту при монофонической записи. В некоторых моделях кассетных диктофонов, регистраторов и магнитофонов для людей с потерей зрения имеется возможность раздельной записи и воспроизведения каждой из четырёх дорожек.
В середине 1970-х годов фирма Sony, пытаясь преодолеть недостатки компакт-кассеты, предложила формат Elcaset. Это были в меру крупные кассеты (152×106×18мм) с лентой шириной 6,25 мм. Стандартная скорость протяжки — 9,53 см/с. Конструкция кассеты предусматривала возможность подведения ленты к трём головкам и двум тонвалам, то есть организацию сквозного канала и закрытого тракта. По характеристикам аппаратура Elcaset была близка к катушечным магнитофонам, значительно превосходя компакт-кассету, но формат оказался коммерчески неуспешным и к 1980 году производство магнитофонов и кассет, едва начавшись, было свёрнуто. Уже изготовленные магнитофоны и кассеты были целиком проданы в Финляндию, и в настоящее время Финляндия имеет самый большой в мире парк аппаратуры Elcaset.
Популярнейшим видом кассетных магнитофонов стали магнитолы — комбинация магнитофона и радиоприемника с возможностью питания от батарей. Они производились во всевозможных форматах: от карманных на микрокассете до крупногабаритных и мощных стереосистем («бумбоксов» и «геттобластеров»), иногда в комбинации с телевизором, а позже и с проигрывателем компакт-дисков. Первую кассетную магнитолу выпустила фирма Philips в 1966 г. (катушечные магнитолы появились ещё в 1950-е).
В СССР было принято в разговорной речи обозначать кассетный магнитофон словом «кассетник». В свою очередь катушечный магнитофон назывался словом «катушечник», «катушник» или «бобинник» (от слова «бобина» — катушка).
В конце 1960-х — начале 1970-х годов выпускались комбинированные катушечно-кассетные магнитофоны: венгерский BRG M11 Qualiton, японские Sony TC-330, Akai X-1800SD (под кассету Stereo 8).

## Портативные магнитофоны
Среди портативных кассетных магнитофонов как для журналистики, так и для записи концертов и прочего можно отметить модели Sony и Marantz. Широко использовалась также портативная Sony TC-D6C (WM-D6C Pro) обладающая малыми габаритами. Модель Marantz PMD-430 была дешевле, имеет сквозной тракт (три головки).

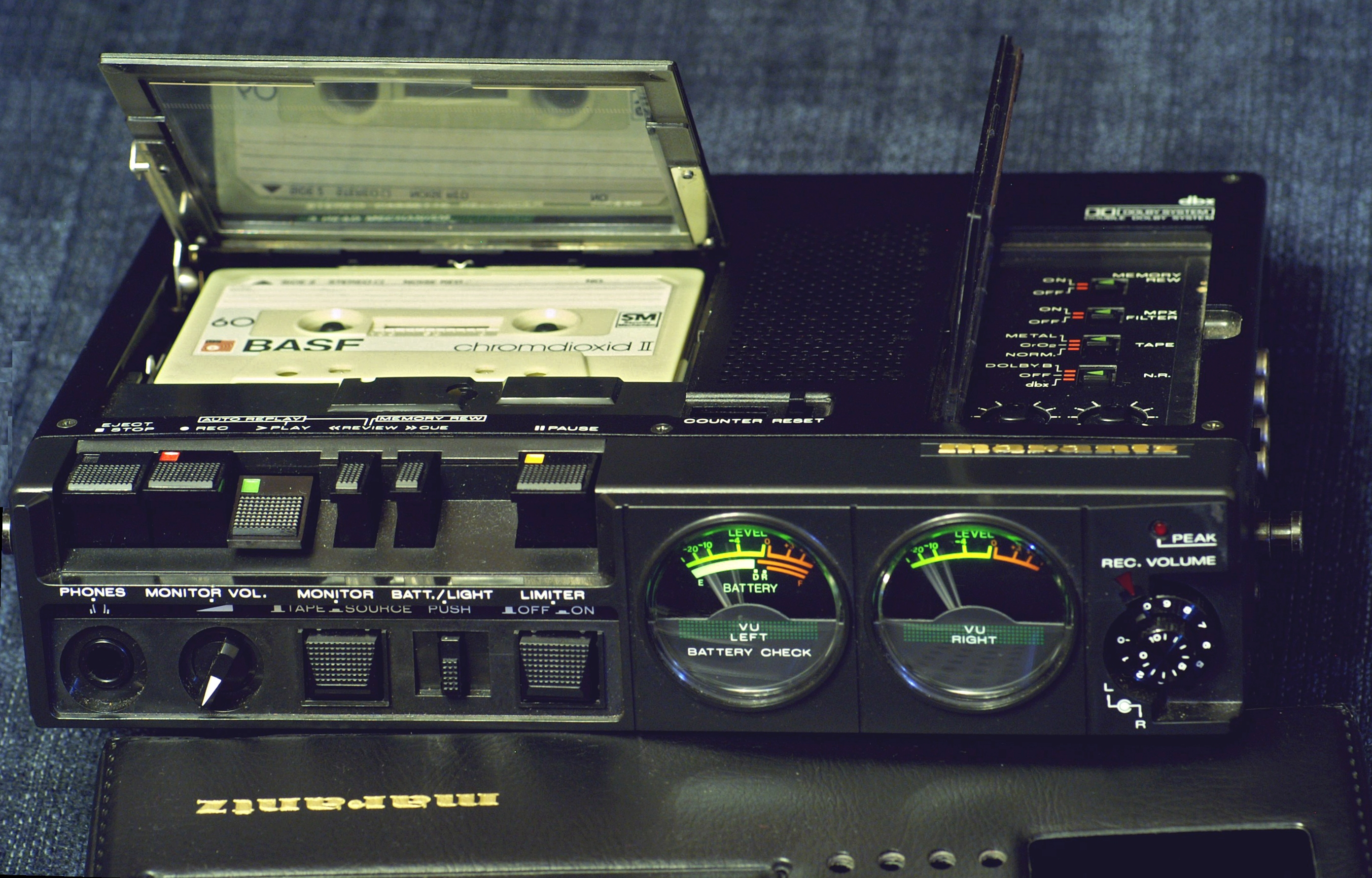
Репортёрский магнитофон Marantz PMD-430/CP-430 Pro (1988)

Портативные катушечные магнитофоны были весьма популярны во всём мире как для выездной записи музыки, так и для звукового сопровождения фильмов (в этом случае обычно требуется специальная дорожка синхронизации). Наиболее известные производители: Nagra-Kudelski, Stellavox, UHER.

### Карт-машины (автоинформаторы)
Большое распространение получили в общественном транспорте (метро, трамвай, троллейбус) для объявления названий остановок и другой информации. Машинисту (водителю) достаточно нажать на кнопку пуска информатора, и он после проговорки фразы сам выключался.

## Студийные магнитофоны

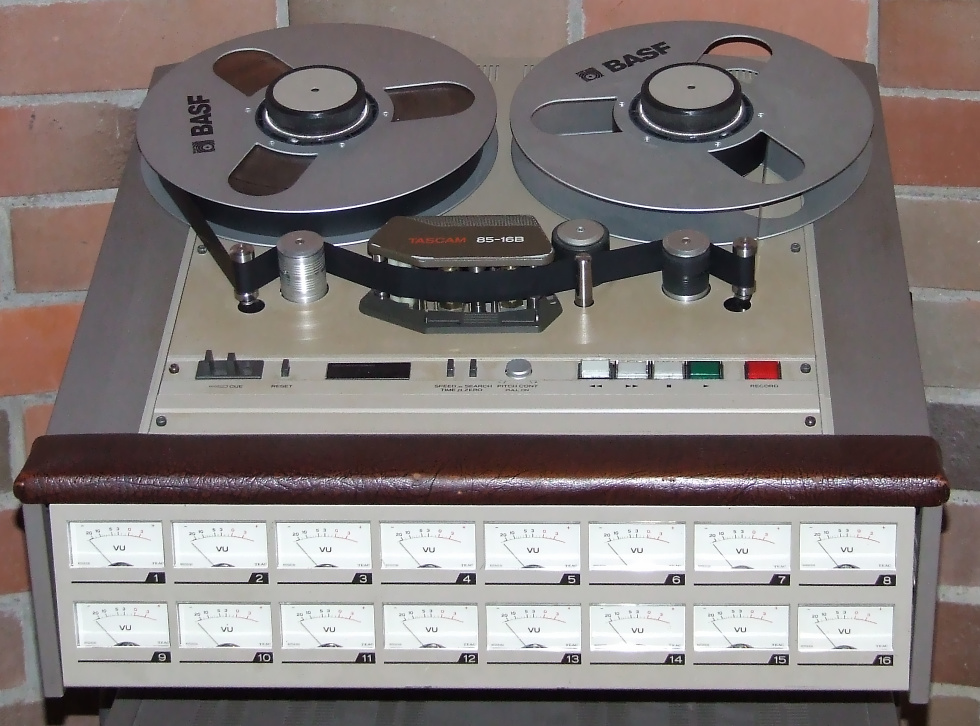
Аналоговый многодорожечный магнитофон TASCAM 85 16B способен одновременно записывать 16 аудиодорожек на 1-дюймовой (2,54 см) ленте

Студийные магнитофоны подразделяются на четыре типа в зависимости от подачи плёнки: на картриджах, на видеокассетах (для записи только звука, ADAT), на компакт-кассетах и на открытых катушках. Широкой известностью среди профессионалов пользовались рулонные многодорожечные магнитофоны (и магнитографы) фирм Studer (Швейцария), Telefunken (США-Германия), Tascam (Япония), Ampex (США) и др.

## Цифровые магнитофоны
Естественным развитием технологии звукозаписи на магнитную ленту явилось применение цифрового метода записи. Магнитофоны, работающие с цифровыми записями, обозначаются аббревиатурой DAT (Digital Audio Tape) или DASH (Digital Audio Stationary Head). На стадии лабораторных прототипов существовало две разновидности DAT-магнитофонов — S-DAT с параллельной многодорожечной записью неподвижной головкой, и R-DAT, имеющий систему записи, аналогичную используемой в видеотехнике — запись блоком головок, размещённых на вращающемся барабане (БВГ). Ввиду явных преимуществ по скорости доступа, ёмкости и пропускной способности, основной стала технология R-DAT.
DAT-магнитофонами ведётся запись на ленту оцифрованного аудиосигнала (стандартом предусмотрена запись двух каналов звука) с различной частотой дискретизации (стандартом в настоящее время считается наличие частот 32, 44,1 и 48 кГц). На частоте дискретизации 44,1 кГц с разрядностью 16 бит делаются студийные мастер-записи для подготовки Audio CD. Формат записи обычно машинно-специфичен и зависит от функционального потенциала устройства (некоторые модели имеют возможность автоматической разметки записей, быстрого поиска и несложного линейного монтажа на одной ленте).
Изначально формат R-DAT был адресован бытовым потребителям как замена кассетным магнитофонам. Однако высокие показатели качества аудиосигнала быстро проложили им путь в сферу профессиональной звукозаписи. Этому способствовала и относительная дешевизна нового формата по сравнению с аналоговыми мастер-магнитофонами. Ввиду малой совместимости технологий записи DAT-магнитофоны применяются в основном при профессиональной студийной звукозаписи. Корпуса устройств часто имеют посадочные места для установки в стандартные студийные аппаратурные рэковые стойки размером 19 дюймов. При этом топовые модели часто оснащаются дополнительными функциями (например, наложение при записи нестандартной временно́й разметки от внешнего генератора в модели TASCAM DA-60 Mark II). Кроме того, бытовая акустика обычно бывает не в состоянии обеспечить характеристики, необходимые для качественного воспроизведения сигнала с DAT-лент. При профессиональной записи (бутлеге) концертных программ используются также портативные модели DAT-магнитофонов (TASCAM DA-P1). Однако с появлением формата цифровой передачи данных S/PDIF, аппаратных интерфейсов Coaxial S/PDIF и TOS-link DAT-магнитофоны смогли занять свою (хотя и очень ограниченную) нишу на рынке бытовой звукозаписывающей аппаратуры. В настоящее время DAT-магнитофоны постепенно выходят из употребления в сфере звукозаписи ввиду недостаточной механической надёжности и сохранности записей.
DASH-магнитофоны изначально разрабатывались исключительно для профессионального рынка. Это разработка фирмы Sony. Активное участие в проекте принимала фирма Studer. DASH-магнитофоны были призваны заменить собой аналоговые магнитофоны в радиовещании и звукозаписи. Однако традиции в этих сферах сильны, и фирмам пришлось изрядно поработать, чтобы эксплуатационные параметры цифрового магнитофона могли конкурировать с привычными аналоговыми моделями (возможность воспроизведения с любой скоростью в любом направлении, механическое разрезание и склейка ленты («кровный» монтаж), работа в обычных климатических условиях без применения специальных мер по обеспыливанию и кондиционированию студий).
Стандарт DASH предусматривает запись на обычную магнитную ленту в бобинах. Этот формат многодорожечной записи позволяет записывать от 1 до 48 аудиодорожек одновременно.
Несмотря на развитие компьютерных технологий записи звука, DASH-магнитофоны по сей день используются в крупных студиях звукозаписи (например, «Phoenix», «Abbey Road»), поскольку их электроакустические и эксплуатационные характеристики соответствуют самым высоким требованиям.

## Магнитофон в СССР

### История

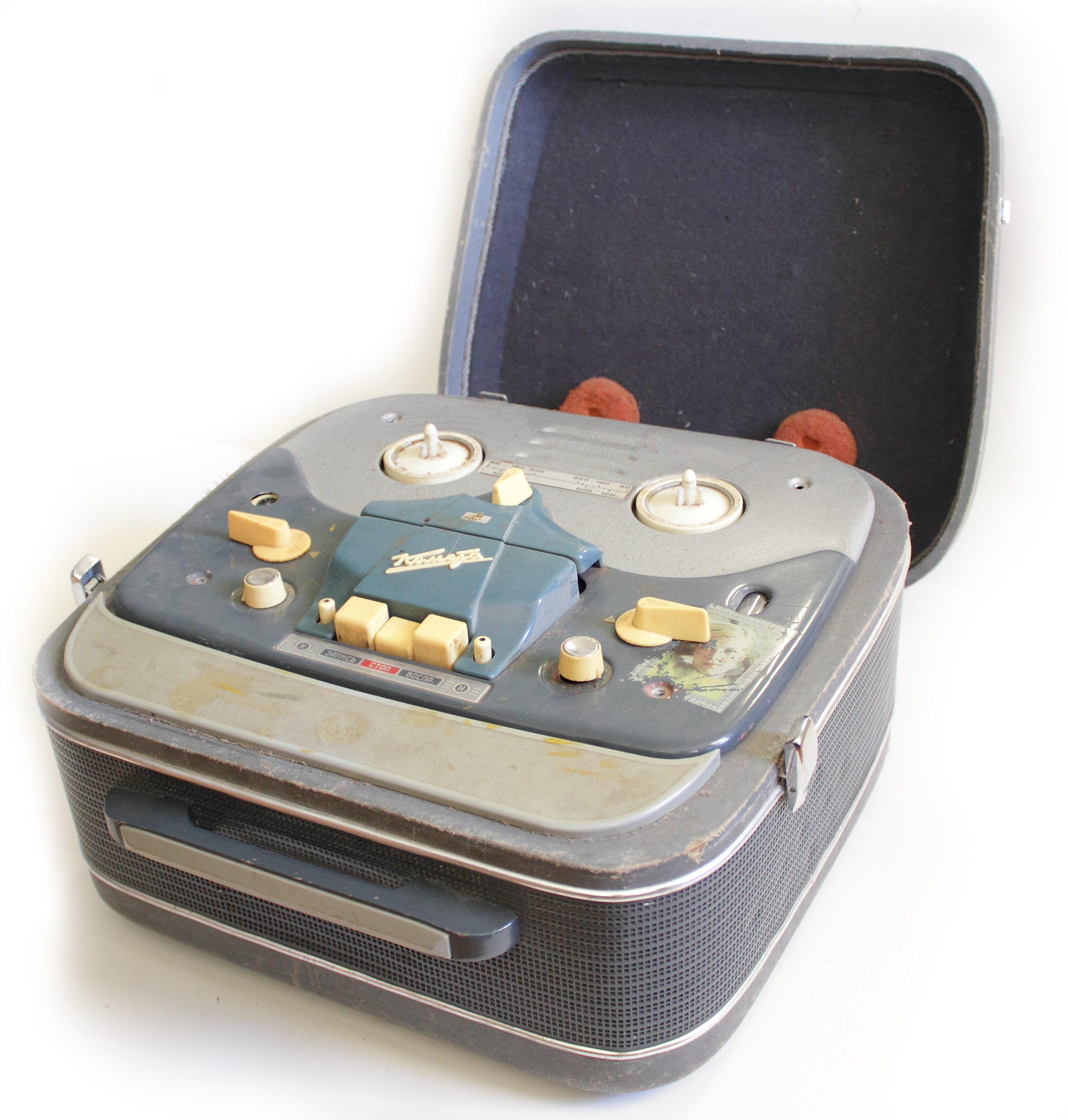
«Комета МГ-201М» — популярный в СССР катушечный магнитофон 1960-х годов

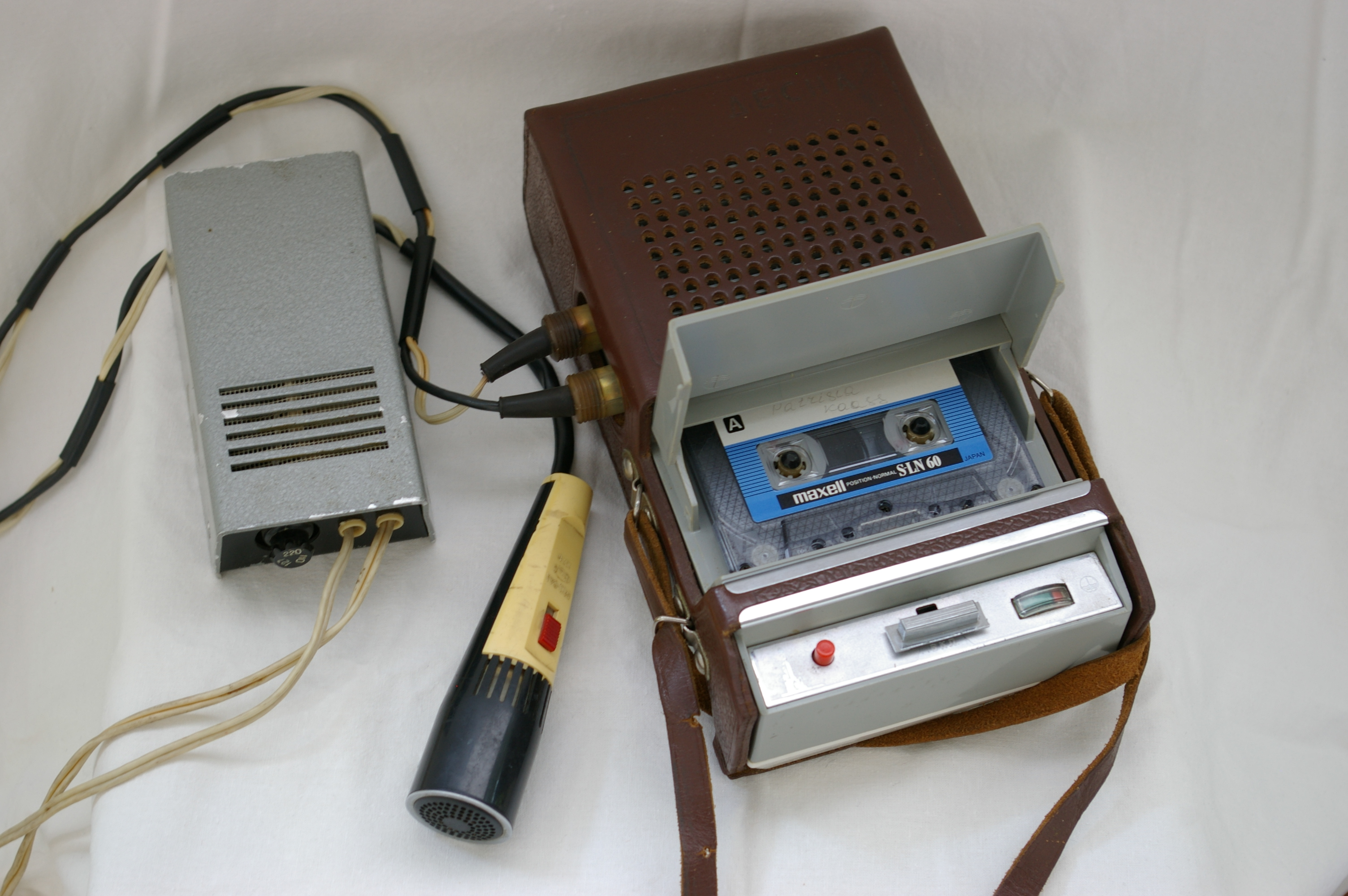
«Десна» (1969), первый советский серийный кассетный магнитофон

Опыты с магнитной записью велись с начала 1930-х годов в Научно-исследовательском институте Всесоюзного радиокомитета и в других организациях. Единичные экземпляры магнитофонов изготавливались ещё до войны для спецприменения (например, проволочный магнитофон ПМ-39). Первый серийный магнитофон — СМ-45 конструкции Н. Рабиновича — появился в 1942 г., он работал с лентой шириной 6,5 мм. В 1944 в радиовещательные центры страны стали поступать магнитофоны МАГ-1 и МАГ-2, разработанные под руководством И. Е. Горона, А. А. Вроблевского и В. И. Пархоменко (их выпустили около 70 штук), а вскоре и усовершенствованные МАГ-3 и МАГ-4.
После окончания Второй Мировой войны в СССР были привезены в порядке репарации трофейные немецкие аппараты AEG Magnetofon. Предполагалось, что их конструкция, устройство и принципы работы должны быть тщательно изучены советскими специалистами, для чего в 1945 году при Радиокомитете был создан ВНИИЗ — Всесоюзный научно-исследовательский институт звукозаписи (сейчас ВНИИ телевидения и радиовещания), сформирована промышленная база для выпуска магнитофонов серии МЭЗ (для радиовещания) и РМС-16 (для студий звукозаписи). МЭЗы производил Московский экспериментальный завод Министерства культуры СССР.
В 1947—1948 году во ВНИИЗ разработали магнитофон «упрощённого типа», рассчитанный на массового потребителя. Модель МАГ-4 работала на ленте шириной 6,5 мм, запись однодорожечная на скорости 45,6 см/с, то есть обеспечивалась совместимость с тогдашними профессиональными аппаратами. По имеющимся сведениям, МАГ-4 если и выпускался, то очень маленькой серией.
Выпуск первого в СССР серийного бытового магнитофона «Днепр» начался в 1949 году в Киеве. К середине 1950-х годов аппараты магнитной записи для потребительского рынка выпускали уже ряд заводов в Москве («Яуза», «Астра»), Киеве («Днепр»), Вильнюсе («Эльфа»), Горьком (МАГ-8М) и др.
В 1954 году начался выпуск магнитной ленты на химическом заводе в Шостке Сумской области.
В 1957 году вступил в силу государственный стандарт ГОСТ 8088-56 «Магнитофоны. Основные параметры» — первый, регламентирующий параметры магнитофонов на ленте шириной 6,25 мм.
В 1960 году был выпущен первый в СССР стереофонический бытовой магнитофон «Яуза-10», в 1969 — первый кассетный, «Десна».

### Магнитофон и общество
В СССР бытовые магнитофоны стали широко доступными примерно со второй половины 1950-х — начала 1960-х годов. В это время возникло особое социальное явление — магнитофонная культура или «магнитиздат». Лёгкость копирования магнитных записей позволила почти неограниченно распространять произведения, не одобрявшиеся официальной идеологией, но популярные в народе: песни бардов и первых полуподпольных рок-групп, западную популярную музыку, неофициальные выступления писателей-сатириков, лекции по уфологии, передачи «вражеских голосов» и т. п..
Магнитофоны быстро вытеснили с рынка кустарную грамзапись — грампластинки, записанные на использованной рентгеноплёнке («музыка на рёбрах»).

Магнитофон размерами 260×170×120 мм, построенный в начале 1970-х московским школьником А. Бирюковым

Любители технического творчества в СССР активно конструировали и строили магнитофоны самостоятельно. Стимулом к этому были сначала новизна технологии и дефицит бытовых магнитофонов вообще, а позже — желание создать аппарат, в чём-то превосходящий фабричные. В 1947 году на 6-й всесоюзной заочной выставке творчества радиолюбителей получил вторую премию диктофон Б. В. Охотникова (притом с дистанционным управлением), а в 1949 году на 8-й всесоюзной заочной выставке был представлен относительно несложный магнитофон, доступный для изготовления любителем средней квалификации. На последующих радиовыставках постоянно демонстрировались такие самоделки, притом изготовленные на достаточно высоком уровне. Случалось, любители сами изготавливали для своих конструкций такие сложные узлы, как электродвигатели, магнитные головки и даже кассеты. Широко публиковались описания самодельных магнитофонов самой разной степени сложности и пособия по самостоятельному их конструированию.

## Магнитофон в искусстве
- В оперетте И. О. Дунаевского «Белая акация» (1955) важный поворот сюжета связан с двумя разговорами, случайно записанными на магнитофон. В киноверсии оперетты (1957) используется магнитофон «Днепр» модели 1949 года.
- В фильме «Бриллиантовая рука» (1968), в эпизоде в гостинице, знаменитое танго «Помоги мне» звучит с лампового магнитофона «Яуза-5».
- Первый советский массовый портативный магнитофон «Весна» фигурирует в знаменитой кинокомедии «Кавказская пленница» и несколько менее популярном фильме «Старый знакомый», где играет заметную роль в развитии сюжета.
- В фильме «Иван Васильевич меняет профессию» (1973) Милославский крадёт у Шпака магнитофон National RQ-1585 S — один из первых портативных катушечных магнитофонов с реверсом (не нужно переворачивать ленту) и кассетный Philips EL3302[64] — один из ранних кассетных магнитофонов. По ходу действия они превращаются в «три магнитофона импортных… всё, что нажил непосильным трудом!».
- В фильме «Служебный роман» (1977) Новосельцев с восхищением разглядывает в машине Самохвалова кассетный стереопроигрыватель Philips N2607[65], как один из символов успеха и благосостояния.
- В фильме «Ключ без права передачи» основной конфликт разворачивается вокруг магнитозаписи, сделанной на посиделках одноклассников.
- В телефильме «Семнадцать мгновений весны» (действие происходит в 1945 году) службы гестапо, СД и УСС широко пользуются стационарными и портативными магнитофонами, на этом построены некоторые важные моменты сюжета. При этом в качестве стационарных показаны аутентичные аппараты Telefunken времён войны, а миниатюрные явно не соответствуют эпохе: немцы пользуются советским транзисторным диктофоном, американцы — итальянским магнитофоном начала 1960-х[66].
- В фильме «Развод по-итальянски» (1961) главный герой добывает доказательства супружеской измены с помощью «высоких технологий» того времени — миниатюрного катушечного магнитофона и скрытого микрофона.
- В американском телесериале «МЭШ» действие двух эпизодов целиком разворачивается вокруг магнитофона — персонажи пишут родственникам звуковые письма с Корейской войны.[67][68]
- В польской кинокомедии «Гангстеры и филантропы» (1962) главарь шайки грабителей с помощью магнитофона обеспечивает себе алиби.
- В фильме «Blow out» герой-звукооператор кино (в исполнении Джона Траволты) случайно записывает на портативный профессиональный магнитофон Nagra звуки преступления.
- В фильме «31 июня» главный герой Сэм Пенти знакомит средневековую принцессу Мелисенту с достижениями XX века: «Да, это мой домашний музыкант. Его зовут Маг Нитофон».
- Сюжет романа Дж. Эшера «Тринадцать причин почему» завязывается вокруг откровений погибшей школьницы, которые она записала на магнитофонные кассеты.
- В фильме «Вариант Омега» о советском разведчике Сергее Скорине, действующем в тылу у немцев в Таллине, немецкая контрразведка использует магнитофон в радиоигре.